# Население Санкт-Петербурга
Санкт-Петербург — третий по численности населения город Европы (после Москвы и Лондона или четвёртый, если учитывать Стамбул, расположенный на противоположных берегах пролива Босфор, частично — в Европе, а частично — в Азии), первый по численности населения город Европы, не являющийся столицей государства, и самый северный город с населением более миллиона человек; центр Санкт-Петербургской городской агломерации.
Численность населения города по данным Росстата составляет 5 652 922 чел. (2025). Плотность населения — 4029,17 чел./км² (2025). Фактическая численность населения Санкт-Петербурга по данным администрации достигает 7 млн. человек (2021). Без учёта выделяемых отдельно населённых пунктов в составе Санкт-Петербурга, общая численность населения муниципальных округов города составляет 4 519 972 чел.

Демографическая пирамида Санкт-Петербурга в 2021 году

## История

### XVIII век
В ранней истории Петербурга население по велению Петра I стремилось подражать европейской моде, а в городе жили именитые помещики с многочисленной прислугой, зажиточные, условно именуемые средним классом и «подлые» — люди скромного достатка и бедняки. Пётр I издавал указы, требующие придерживаться знати определённого дресс-кода и кодекса поведения, требующего подражать западноевропейской моде и манере поведения. Данные правила нравились далеко не всем русским дворянам, поэтому царю приходилось сдерживать порядок путём постоянных угроз, а также выпуском регулярных пособий по «перевоспитанию». Приобщение к западной культуре выражалось также в строительстве первых в России общественных заведений, таких, как музей и театры, которые представители знати были обязаны посещать. Помимо этого Пётр I организовывал первые ассамблеи, где деятели науки, политики и искусства должны были собираться для дискуссий и бесед. Реформы касались в том числе и в отказе от ценностей домостроя в кругу знати, затворничества женщины и введение женщины в активное участие общественной жизни. Отращивать бороду считалось дурным тоном, поэтому с бородой можно было встретить только крестьян, а знать для общения стремилась использовать французский язык, так как русский считался языком простолюдинов.

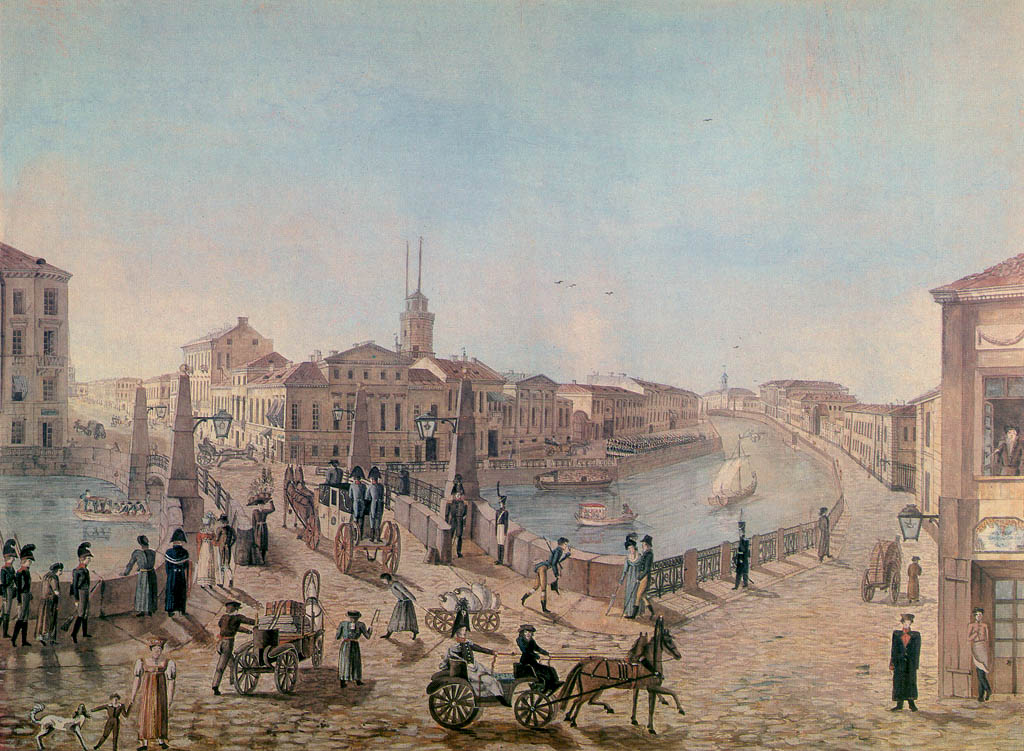
Красный мост через Мойку по Гороховой улице, гравюра изображает представителей разных сословий

Тем не менее вопреки распространённому мнению, реформы Петра не приводили к кардинальному изменению образа жизни дворянства, которое несло скорее поверхностный характер — в изменении дресс-кода, огорожения от христианской жизни и необходимости посещения общественных мероприятий. Помимо прочего, насильственная европеизация приводила и к регрессивным тенденциям после смерти Петра, например так называемый «аннинский период» сопровождался показным пиететом к православию и возвратом к архаичному «византизму», данные события совпадали с массовым засильем города немцами, что создавало общественное напряжение между русскими дворянами и иноземцами. Во второй половине XVIII века, в результате не совсем успешной попытки европеизации среди Петербуржцев из числа знати сформировалась особая идентичность — «русского национального характера», уникального духовного склада русского человека, следующего немецкому варианту западной философии рационализма, но по-прежнему сохраняющего духовную почву, выработанную многовековым господарством православной культуры. Петербургское просвещение стало национально-своеобразным вариантом европейского просвещения, но также не выступало антагонистом истинной «русскости». Носителями и идеологами данного характера были например писатели Николай Карамзин, Александр Радищев, Алексий Хомяков, Александр Радищев, значительно позже Александр Пушкин и другие. Русская знатная молодёжь отправлялась на учёбу за границу.

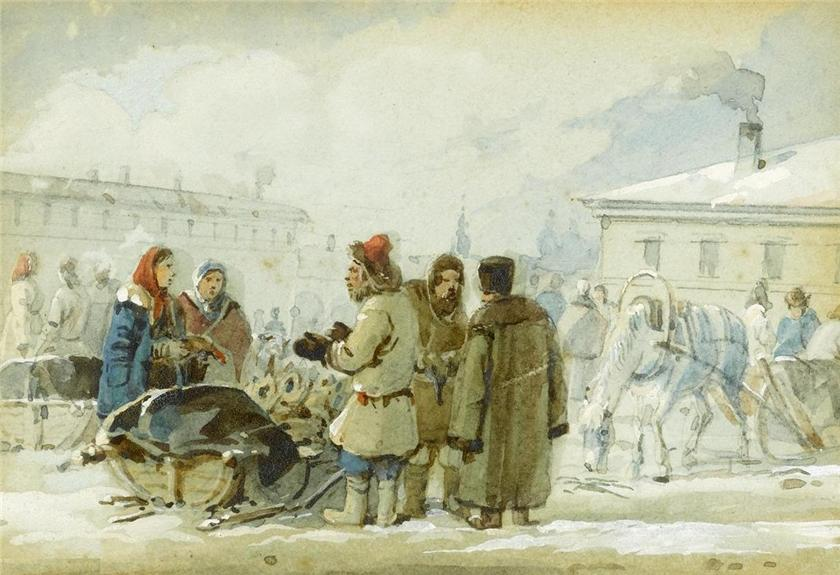
Простолюдины на улице зимой

Если смотреть на население Петербурга в целом, то первыми его жителями фактически были солдаты, матросы, жители местных русских и финских деревень. Вскоре население было пополнено вынужденными «переведенцами» из разных регионов Российской империи. Целые крестьянские дворы приписывали к разным предприятиям, которые были обязаны отправлять людей на работу за неплохое жалование, тем не менее добровольцев было мало. Доподлинно неизвестно, сколько человек жило в Петербурге в 1725 году, официальные источники определяли сумму в 25-30 тысяч человек, однако по оценочным подсчётам их количество достигало 40 тысяч, из них как минимум 20 тысяч были задействованы в производительном труде. При правлении императрицы Елизаветы Петровны официальная численность населения составляла уже 74 тысячи человек, из них 60 % были мужчинами. Сам город был в ту эпоху небольшим, а здания возводились в основном вдоль водных каналов, дорожная система в городе находилась долгое время в слабо развитом состоянии, а население предпочитало перемещаться по городу на лодках.
Дворяне составляли не больше одного процента от всего населения Петербурга. Следующими по важности после знати шли мещане и купеческие семьи, которые также принимали участие в хозяйстве города. Из богатых купцов избирали председателя думы, в голосовании имели право участвовать только состоятельные граждане и владельцы собственных домов. Купцы и их семьи составляли примерно 3,3 % населения. Следующими по важности следовали так называемые «посадские» — податное население города. Это были люди, владеющие капиталом, ремесленники, продавцы, врачи, лица наёмного труда. Они же начали формировать вместе с купцами городские сословия Петербурга, их число было малым и насчитывалось примерно 5000 человек в 1737 году, но вместе с дальнейшем развитием города, они начали постепенно формировать основные городские сословия. Также важную роль играли приезжие иностранцы, которые были в основном специалистами (военные, моряки, учёные, ремесленники) и поэтому занимали важные посты в городе и составляли примерно 7,5 % населения в 1750 году.
Основная часть населения Петербурга XVIII век состояла из «подлых», крестьян, прислуг в домах знати, или призванных из других регионов занятых на строительных и производственных работах, результатом того стал демографический дисбаланс в пользу мужчин-рабочих. Сами подлые жили как правило в одноэтажных деревянных домах, на периферии ещё тогда небольшого города или же если эта была прислуга, то в дворянской усадьбе. Чтобы город быстро разрастался и по прихоти Петра I стал «новой столицей европейского уровня», в него насильно свозили каторжников вместо Сибири, а также рабочих, купцов и ремесленников, которые лишались права смены места жительства и были вынуждены принимать участие в строительстве города. Это приводило к сильному ухудшению уровня жизни, процветанию проституции и уязвимому положению христианских женщин. Статистика смертей в то время не учитывалась, хотя предполагается, что смертность была критически высокой и положила начало легенде о «городе, построенном на костях». Город разрастался на южном берегу Невы и был сравнительно невелик, чуть дальше от центра находились преимущественно непримечательные деревянные постройки.

### XIX век

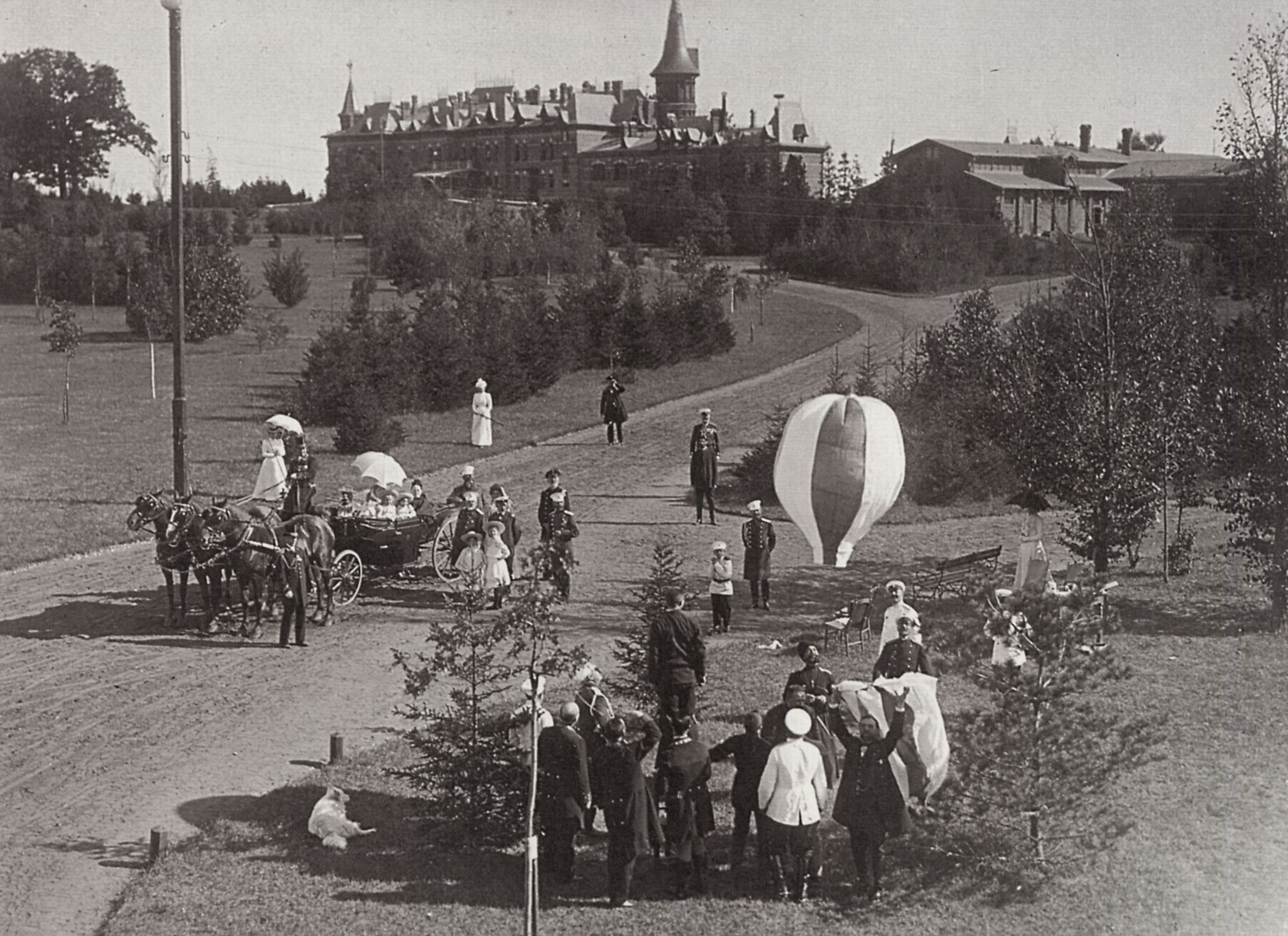
Дворяне отдыхают и развлекаются в Царском Селе, 1902 год

Дореволюционный город был «городом контрастов», так как состоял из разных городских сословий. С одной стороны здесь была сосредоточена вся элита страны и жила царская семья, с другой стороны как минимум 25000 человек попадали под определение «люди дна», которые были вынуждены существовать и были основной причиной преступности в городе. В обществе существовала сильная поляризация населения по так называемым сословиям, например военными, чиновниками, дворянами, интеллигенцией и простыми чернорабочими. Контакт между людьми из разных групп считался неприемлемым в обществе и сводился к минимуму. В городе условно существовали три крупных сословия: высший свет, в который входили царская семья, дворяне, знатные семьи, офицеры лейб-гвардии и другие, интеллигенция — представители средних сословий, куда входили люди, имеющие престижную профессию. Среди низших сословий выделялись ремесленники/отходники — крупные семьи, контролирующие определённые виды профессий, мелкого предпринимательства и пролетарии — простые работники цехов и заводов без нужного образования. Если человек выпадал из своего сословного круга по какой либо причине (например его изгоняли из семьи, землячества), то шансы найти работу и место в городском обществе сводились к нулю, и многие люди таким образом становились людьми дна, жили на улицах, занимались преступностью, попрошайничеством или становились членами преступных группировок. Сильное деление населения по классам, распределение работы по сословиям и глубокая пропасть между бедными и богатыми послужили причиной сильной популяризации коммунистических и марксистских идей, как среди молодёжи городских сословий, так и бедных рабочих христиан. Особенное признание «красной идеи» сыскало среди образованных выходцев из бедных, рабочих семей, но имевших бесперспективное будущее при тогдашнем сословном распределении профессий и рабочих мест. Из-за быстрого прироста населения в Петербурге сложились неблагоприятные жилищные условия, даже для высоких сословий. В 1869 году в среднем в квартире до трёх комнат жило 5,9 жильцов, при этом более 80% однокомнатных квартир населяли в среднем 4,5 человека, в некоторых случаях в одной комнате могли жить по 20 или даже 50 человек. Около 40% столичного населения жили в неблагоприятных жилищных условиях, при этом статистика не учитывала богатую прослойку населения, которая могла позволить себе снять множество комнат и провоцировала рост общей стоимости жилья. Наличие прислуги в квартирах было важным показателем зажиточности.

#### Интеллигенция

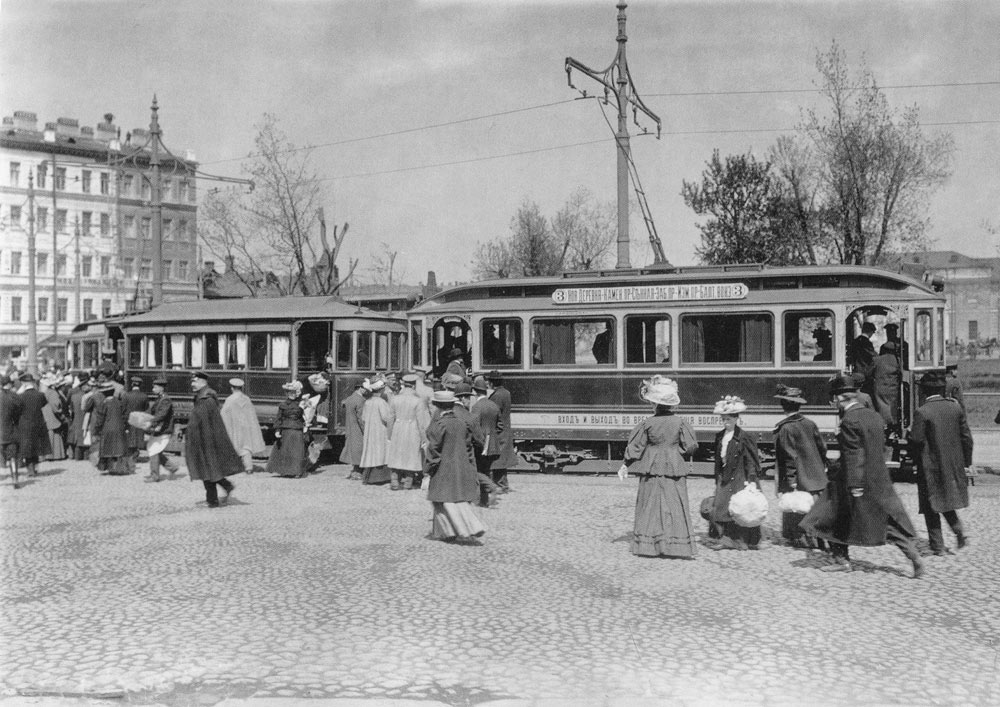
Люди и трамвай

Среднее сословие или интеллигенция, как городской класс, начал формироваться после второй половины XIX века, когда в Российской империи происходило массовое разорение мелких дворян и помещиков, многие из которых в поисках новой жизни отправились в крупные города, в частности в Санкт-Петербург. Представители среднего класса были относительно некрупной частью городского населения, но играющей в ней самую видную экономическую и культурную роль: туда входили мелкие чиновники, разночинцы, инженеры частных заводов, банкиры, преподаватели, врачи, нотариусы, адвокаты, актёры, художники, писатели и другие.
Семьи средних сословий всегда отдавали своих детей учиться в гимназии, где они учили латинский язык, ещё два других и сложную математику, после чего поступали в университеты и технические вузы, однако не могли поступить в лицей, где учились представители знати. Если ребёнок был не в состоянии окончить гимназию, для него это было позором, и многие молодые люди кончали самоубийством. Средний класс также был очень антиправительственно настроен, на рубеже XIX и XX веков многие её представители становились общественными активистами или «властителями дум», продвигая новые идеи, в том числе и анархии, марксизма, коммунизма и других. Однако большинство активистов и писателей продвигали лишь абстрактные идеи и мысли, так как из-за сильного сословного расслоения населения никогда не общались с простолюдинами. Та же ситуация складывалась и с высшим светом, в частности шансы того, что девушка из средних классов выйдет замуж за представителя знати сводилась к нулю, однако в XX веке сословная сегрегация начала давать трещины, в частности с середины 1910-х годов к власти изредка стали призываться талантливые выпускники университетов.

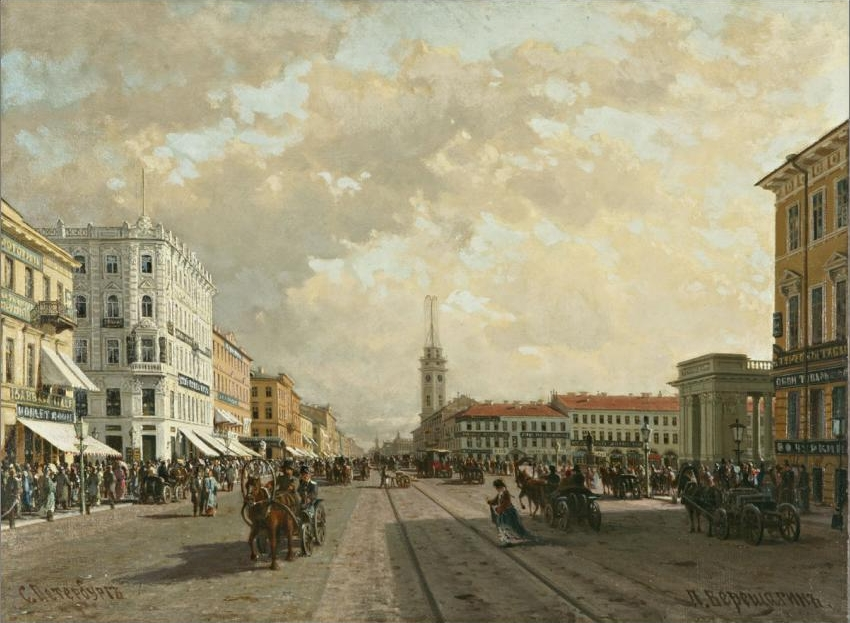
Невский проспект, оживлённая улица, Верещагин

В основном интеллигенция жила в квартирах так называемых «доходных домов», которые могли арендовать люди хорошего и среднего скромного достатка В крупных и хорошо освещённых квартирах селились семьи чиновников и купцов, а люди с более скромным доходом селились в более тёмных квартирах, в то время как самая бедная категория жильцов — студенты селились в основном в мансардах, так как им хватало денег только на пропитание и оплату налогов. Аренда хорошей квартиры стоила 30-45 рублей в месяц, а самая скромная стоила 10 рублей. Представители средних сословий как правило арендовали маленькие 2—4-комнатные квартиры в городе, при этом чаще всего они не задерживались в ней больше года и почти всегда к началу лета снимали загородные дома, где старались жить как можно дольше (за аренду дачного дома нужно было платить за целый год), после чего к зиме снова переезжали в квартиру, как правило новую. Одновременно снимать дачу и квартиру позволяли себе только очень состоятельные семьи. В городе работали специальные склады, где люди сдавали свою мебель на хранение. В среднем площадь комнат в квартирах жителей среднего класса составляла от 16 до 24 м², часто они имели просторные гостиные, но очень маленькие и тёмные спальни с кухнями. В конце XIX века в некоторых квартирах ещё мог отсутствовать водопровод. Многие специалисты, имевшие частную практику, например, врачи превращали гостиную комнаты в приёмный кабинет. С каждым последующим годом цены на аренду дома повышались, и в результате повышался спрос на квартиры с всё более маленькой площадью. Это привело к квартирному кризису в городе, который до революции так и не был решён.

#### Низшие сословия
Среди низших сословий в начале XX века выделялись две крупнейшие группы: пролетариат — работники заводов и цехов и так называемые отходники/ремесленники — мелкие предприниматели, которые объединялись в многочисленные землячества. Каждое из землячеств состояло из выходцев определённой губернии или деревни и было ответственно за привлечение новых рабочих кадров определённого типа в город. Например Ярославская губерния привлекала в город земляков-предпринимателей, Ростовский уезд занимался огородниками и торговцами зеленных товаров, из Борисоглебска прибывали торговцы, из Данилова прибывали каменщики, из Любима — официанты, из Пошехонья — портные и другие. Зачастую по решению землячества большую группу мальчиков в возрасте 10-13 лет забирали из родного посёлка в город, где они должны были бесплатно работать подручными у приказчиков — рабочих-земляков и набираться опыту. Если мальчики справлялись с работой, то получали статус полноценного рабочего или приказчика, в противном случае их отсылали обратно в деревню, где они получали позорное прозвище «питерская браковка». Наивысшим статусом в кругу земляков обладал «старший приказчик», который часто владел коммерческой недвижимостью и следил за порядком среди рабочих-земляков. Численность отходников в городе составляла примерно полмиллиона человек, и в основном они жили без семьи, отправляя деньги родственникам в родную деревню. Часть отходников возвращалась обратно жить в деревню, другая часть наоборот женилась на землячках из родной деревни и переправляла их в город, образуя новые семьи. Система распределения профессий по землячеству делало поиск новой работы крайне затруднительным для случайного человека, а также привело к тому, что в некоторых видах профессии были задействованы в значительной или большей степени национальные меньшинства, например 60 % всех городских трубочистов составляли финны — выходцы из одной деревни. Татары работали официантами, поляки занимались ресторанным и гостиничным делом, немцы работали аптекарями, часовщиками, ювелирами и пекарями; евреи — присяжными поверенными, дантистами и врачами.

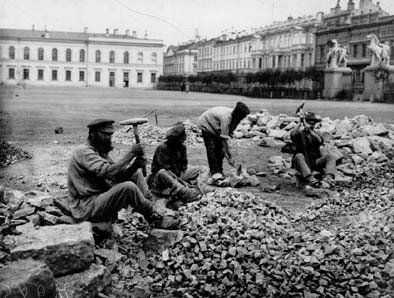
Каменщики на Конногвардейском переулке

Другая крупная группа населения XX века состояла из работников предприятий и фабрик, данный период был ознаменован ростом индустриальной промышленности, и многие владельцы фабрик предпочитали нанимать большое количество низкооплачиваемых работников, собранных из определённых деревень. Крупные цехи могли вмещать в себя рабочих до шести деревень, в них работали и мужчины и женщины. Часто они образовывали стихийные коалиции по принципу землячества. В цехе работали так называемые «заводские» — люди, жившие в городе, часто грамотные и с образованием, как правило получающие боле высокую зарплату, и «фабричные» — выходцы из деревень, имеющие слабые представления о городской жизни. Среди рабочих из-за тяжёлых условий труда и низкой зарплаты часто происходили забастовки.

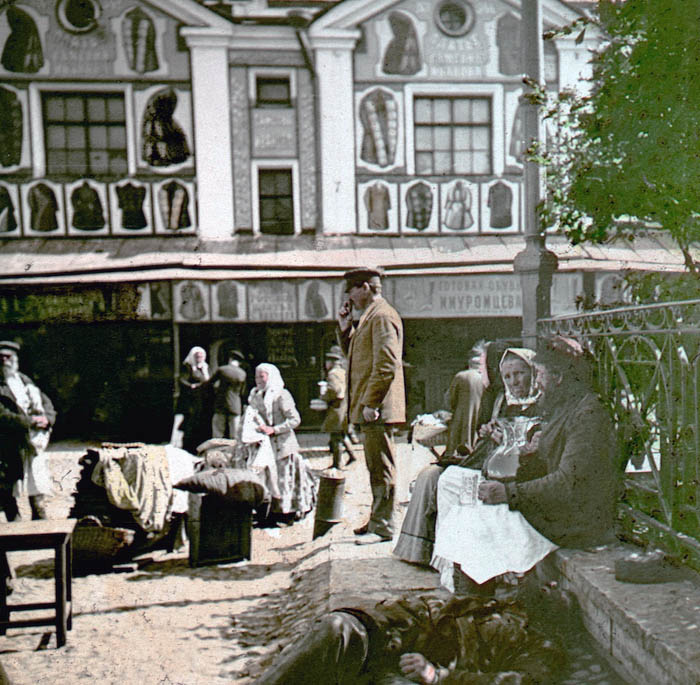
Люди на Ново-Александровском рынке, 1896 год

 Так как работники не были способны оплачивать квартиру в доходных домах, в городе образовывали новые районы спонтанной застройки в непосредственной близости от фабрик — «промышленные городки». В основном это были деревянные трущобы без водопровода и электричества. В подобных районах царила антисанитария, болезни, высокая преступность и пьянство. Писатели Засосов и Пызин описывали подобные районы следующим образом: бледные дети, тощие женщины, пьяные мужчины и девицы лёгкого поведения. Вечером дома шумели, люди играли на гармониках, пели пьяными голосами, шла картёжная игра, ссорились. Для бездомных людей, коих было очень много в городе строились ночлежные дома, или «ночлежки», в которые стояли длинные очереди. В условиях менее плотной застройки крестьяне могли образовывать крупные деревни вблизи городской черты, где ситуация в общем была лучше, чем в трущобах.

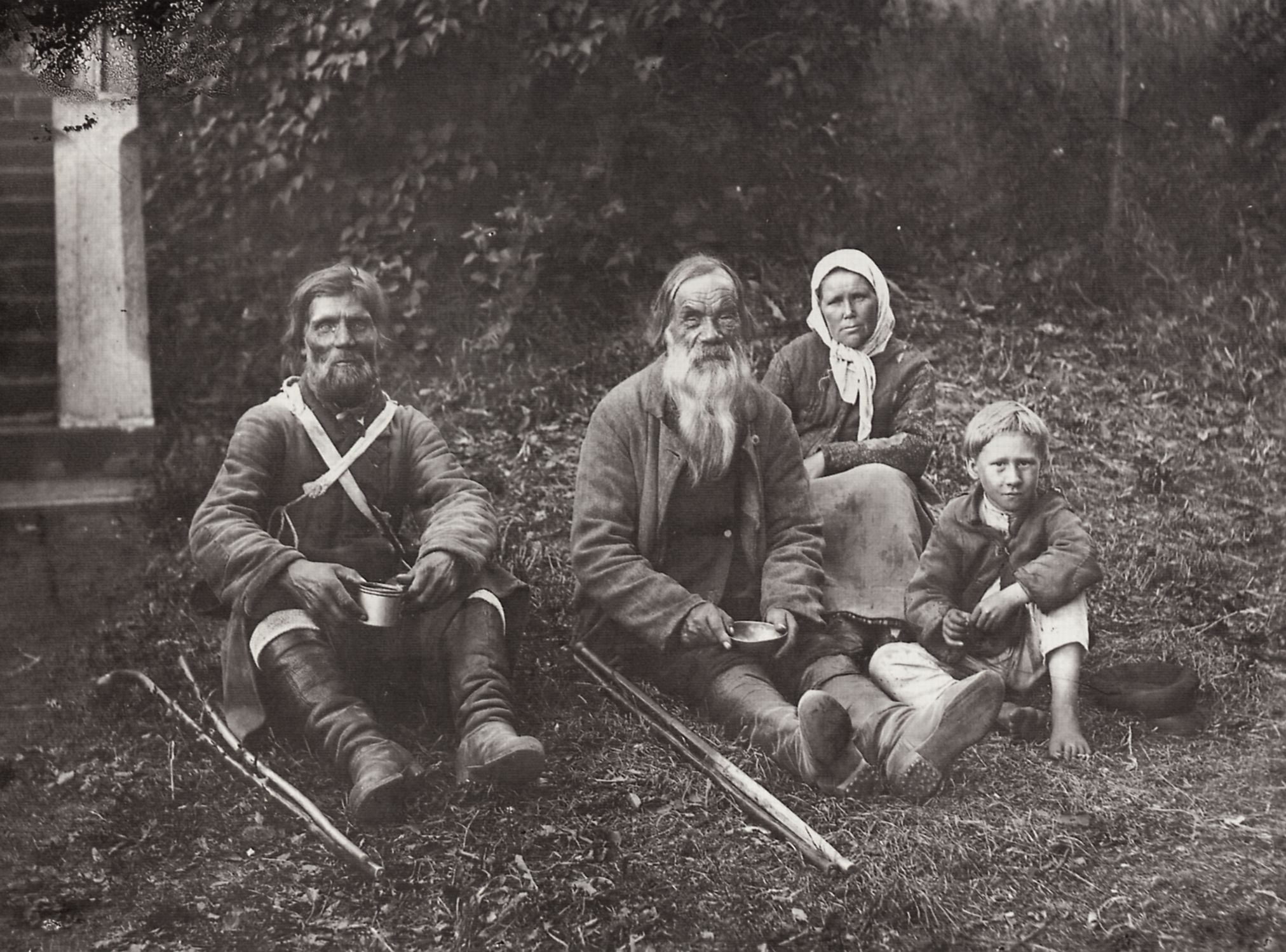
Семья бродящих отходников, 1900-е годы

Самой престижной профессией пролетария был «квалифицированный рабочий», способный обращаться с механической, электронной техникой заводов и чинить её, такие люди получали, крупную заработную плату, соразмерную с зарплатой мелких чиновников и военных. Дети из семей рабочих с достатком часто стремились получить высшее образование, но не могли окончить гимназию или поступить в университеты, в которых предпочитали брать к себе учеников из городских сословий; большее, на что мог рассчитывать представитель пролетариев — окончание реального училища. Это привело к тому, что многие талантливые личности «обиженные на режим», такие, как например Никита Хрущёв приняли идеи коммунизма, стали пропагандировать их на заводах и фабриках, а в дальнейшем пополняли ряды большевиков.
Для жителя Петербурга было крайне важно состоять в землячестве или другом круге, в противном случае для него было практически невозможно найти работу и занять свою ячейку в городском обществе, что приводило к росту городских бродяг и нищих. Чаще всего они скапливались у крупных соборов во время православных празднеств, чтобы просить милостыню у состоятельных граждан. Среди бродяг нередко возникали драки за лучшее место для попрошайничества. Жили бродяги на свалках, на горячем поле (ныне Московский проспект) и Смоленском поле (ныне парк), жители близлежащих районов боялись этих мест и всячески стремились избегать их. Люди, выпадающие из земляческого круга за какие либо провинности чаще всего становились уличными хулиганами и карманщиками. В каждом районе города орудовала отдельная «шайка хулиганов», которые соперничали друг с другом. Особенно много их было в районах деревянных построек, где жили новоприезжие. Женщины, не имевшие возможность найти работу, становились проститутками. В частности, в 1909 году в городе работало 32 публичных дома.

### Революция, гражданская война и НЭП
Последствия первой мировой войны не критически сказались на повседневной жизни петербуржцев. Самые заметные изменения отразились в военизации промышленности, сильном повышении цен на продукты, перебоях с поставками продовольствия и сильном росте националистических или оппозиционных настроений среди населения, например, переименовании Санкт-Петербурга в Петроград, запрете использование новогодней ёлки и прочей атрибутики, пришедшей из Германии. Националистические настроения привели к дискриминации представителей немецкой диаспоры, погрому их лавок и магазинов, однако без жертв. Массовый голод и эпидемии, охватившие христианскую Россию, привели и к массовому потоку беженцев в Петроград, которые ухудшали и так криминогенную обстановку в городе, способствуя дальнейшему росту антиправительственных настроений.

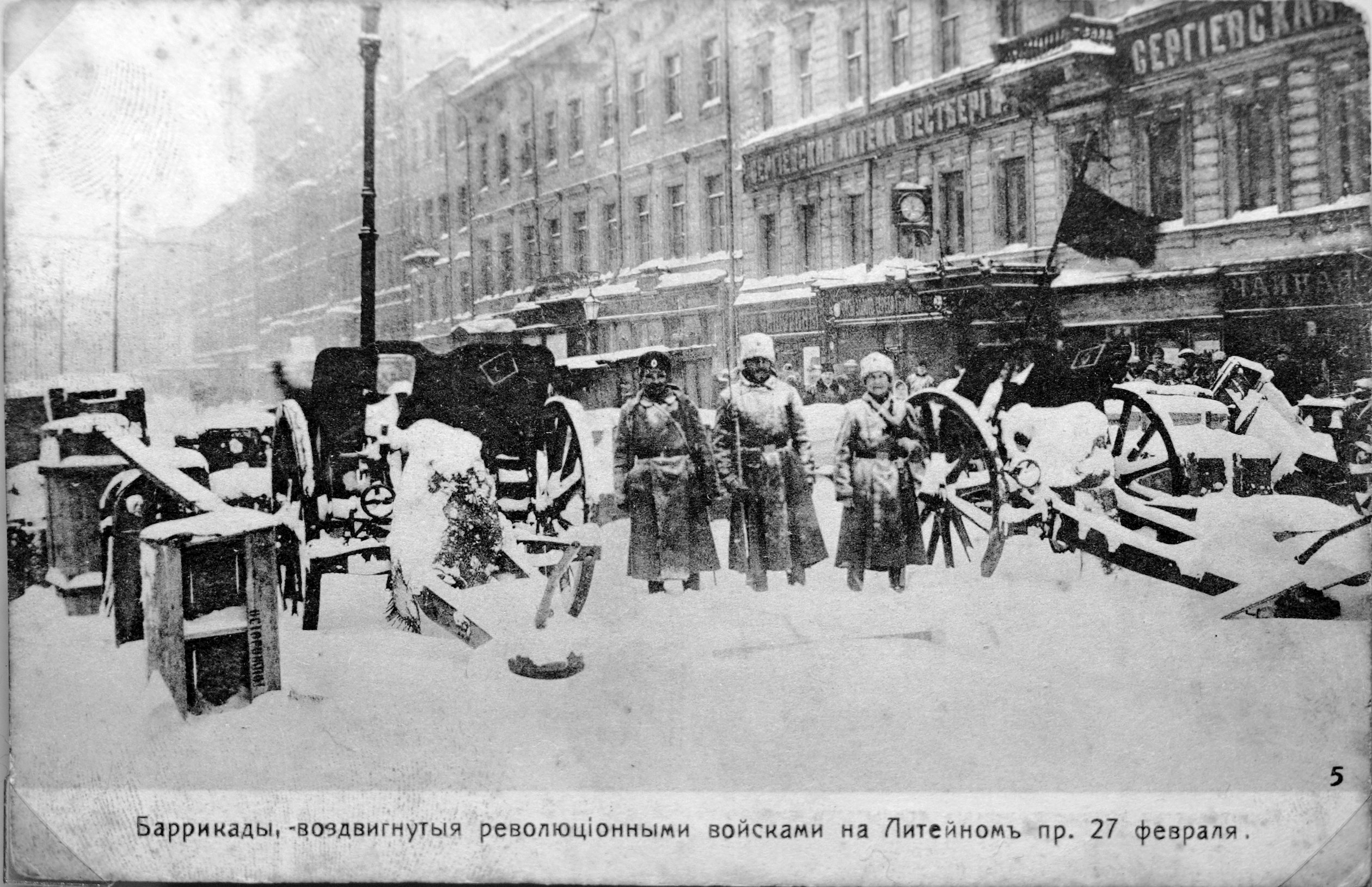
Баррикады на Литейном, 1917 год

Город утопал в политических противостояниях, которые уже плавно переходили в военную плоскость, что в начале привело к захвату власти "демократическими" силами в феврале 1917 года, а уже спустя 8 месяцев большевиками. Последние провозгласили борьбу с «классовыми врагами» — людьми, составлявших из себя высшие и средние слои Петрограда - аристократии, буржуазии, военных, интеллигенции и различного рода лавочников. Последовавшая за революцией гражданская война отразилась с начало на аресте членов старого правительства, затем в разные части Петрограда захлестнули периодические городские бои. Тем не менее город продолжал жить, а горожане ходить на работу. Первыми же бытовой дискомфорт после прихода новой власти почувствовали представители элиты, знати и чиновники. Через год после революции в городе начала складываться тяжёлая продовольственная ситуация, представители знати и элиты спасаясь от преследований, массово покидали город, оставшееся население начало голодать, в 1918-м и 1919-м годах начался упадок городской инфраструктуры, электричество и канализация, предприятия, трамваи перестали работать, город и его каналы утопали в мусоре и нечистотах, на улице процветало массовое мародёрство, а оставшиеся представители элиты старались не выделяться на фоне толпы, уличная преступность приобрела настолько массовый и бесконтрольный характер, что жертвами уличных нападений и грабежей становились даже представители новой власти, участились случаи уличного самосуда над пойманными бандитами. Из-за сильной инфляции, дефицита товаров и бедности, облик петроградца был неприглядным и «потрёпанным». Массовая миграция представителей элиты и среднего класса привела и к демографическим и социальным изменениям города, который стал более «рабочим». Одновременно представители новой городской бюрократии образовали новый привилегированный класс, имеющий средства на хорошее питание и использование личных машин.

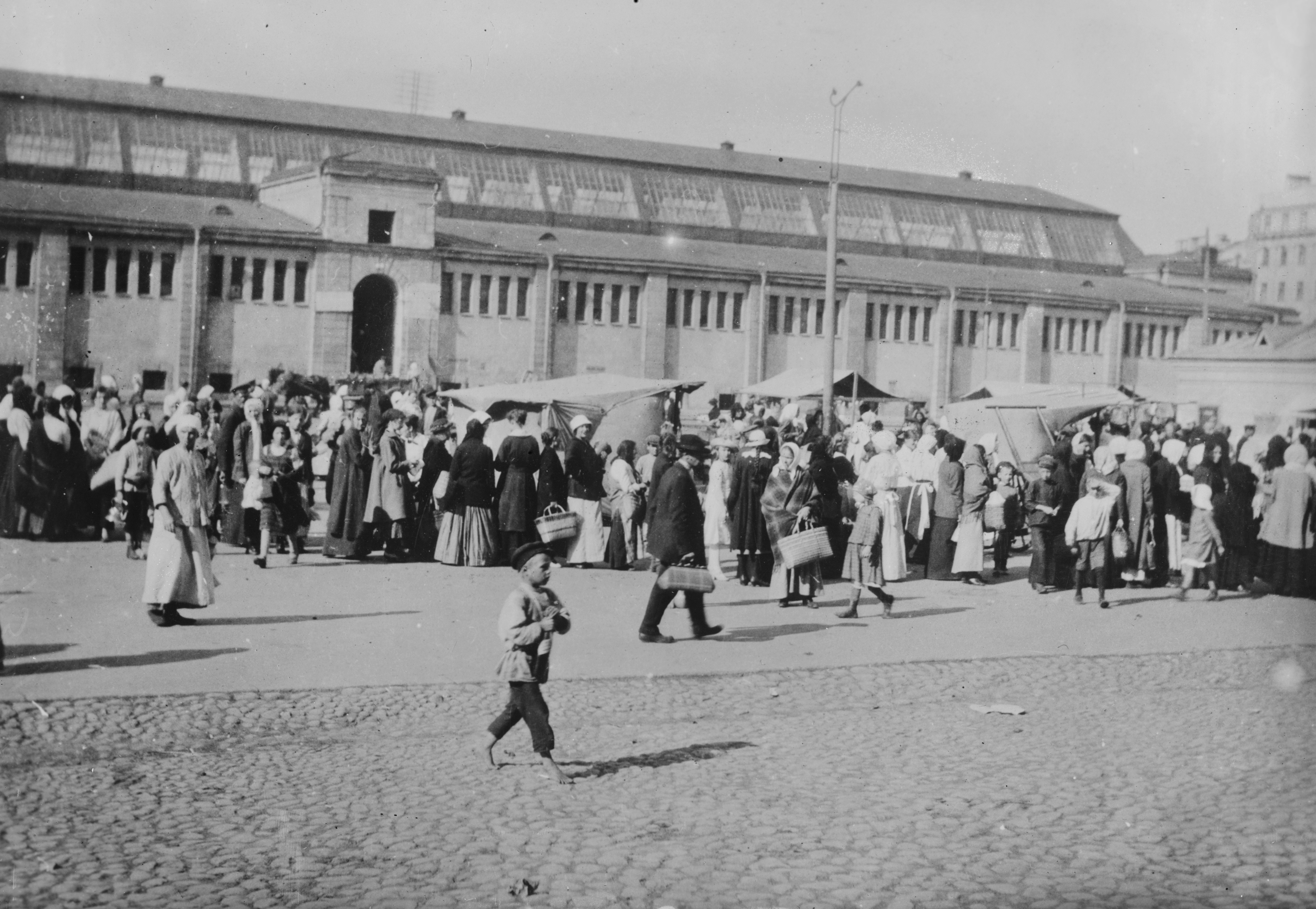
Очередь за молоком, 1920-е года

Население ранее входившие в рабочее и крестьянское сословия юридически получили такие права как например 8-ми часовой рабочий день. Часть бедных слоёв населения, жившие в трущобах, получали жильё в домах, отбираемых у более зажиточных граждан. Данное событие стало известно, как массовое уплотнение и образование коммунальных квартир. 

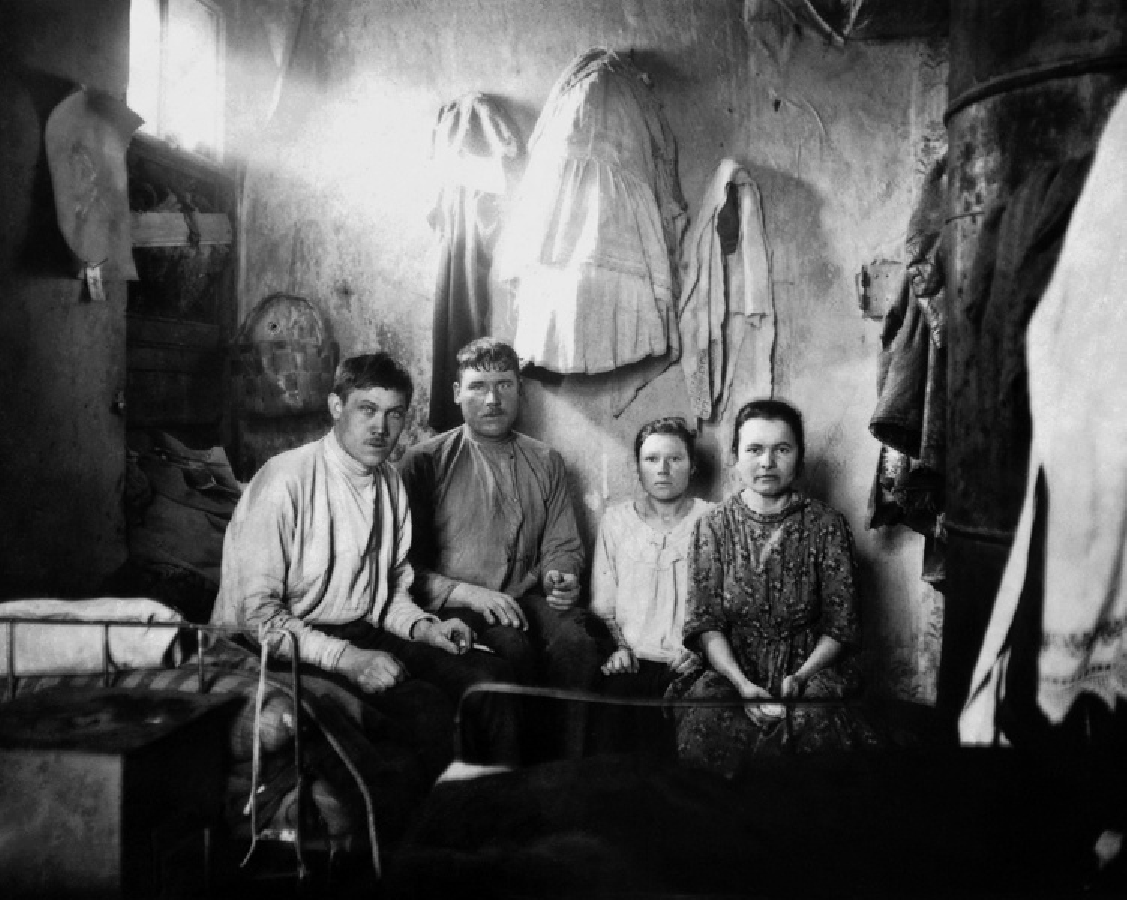
Две семьи рабочих кондитерской фабрики снимают угол в комнате, 20-е годы

20 августа 1918 года вышел Декрет ВЦИК «Об отмене права частной собственности на недвижимости в городах», все жилые дома стали государственной собственностью. В каждой квартире стало проживать по 20—30 человек, условия жизни в них были тяжёлыми и антисанитарными, особенно если его жильцы до революции были выходцами из села, небольших городов и не знали правил бытовой жизни в квартире. К 1920-м годам 70 % из всего жилого фонда Петрограда составляли коммунальные квартиры. Пик коммунальных квартир достиг в эпоху первой пятилетки на волне индустриализации, в период которой в город стекались сотни тысяч мигрантов из разных областей СССР. Такие люди получили название «одеколоны» от слова «одесская колония». Советское руководство в 1920-х и 1930-х годах пропагандировало коммунальные квартиры как «вселенское благо».
Несмотря на все пережитые потрясения, культурная жизнь Петрограда не прекращалась, театры продолжали работать. Помимо этого свою работу продолжали образовательные учреждения, но со значительными трудностями в связи с тем, что в результате гражданской войны большинство учителей и профессоров уехали из страны или были репрессированы по сословному признаку.
После введения НЭПа город начал постепенно оправляться от потрясений гражданской войны. К 1925 году уровень промышленности достиг довоенных показателей, товары и продовольствие в изобилии возвратились в город. Внушительная часть населения в той или иной степени участвовала в теневой экономике, помимо этого, у мужчин большой популярностью стали пользоваться двойные браки, мужчина мог иметь одну гражданскую жену и одну официальную. В Петрограде быстро образовалась новая зажиточная прослойка продавцов и предпринимателей — «нэпманы». Они могли быть бывшими пролетариями, но имевшими счастье обогатится на собственном деле или благодаря партийным связям, а также представителями бывший городских сословий при царе, таких людей называли «перерожденцами» — так как они изменили своему классу коммунистической идее. Предпринимательские и продовольственное изобилие длилось однако не долго, в страхе того, что новое «сословие нэпа» станет достаточно влиятельным, чтобы оспорить монополию нынешней власти, представители КПСС свернули НЭП в 1927 году.

### Эпоха Сталина и блокада Ленинграда

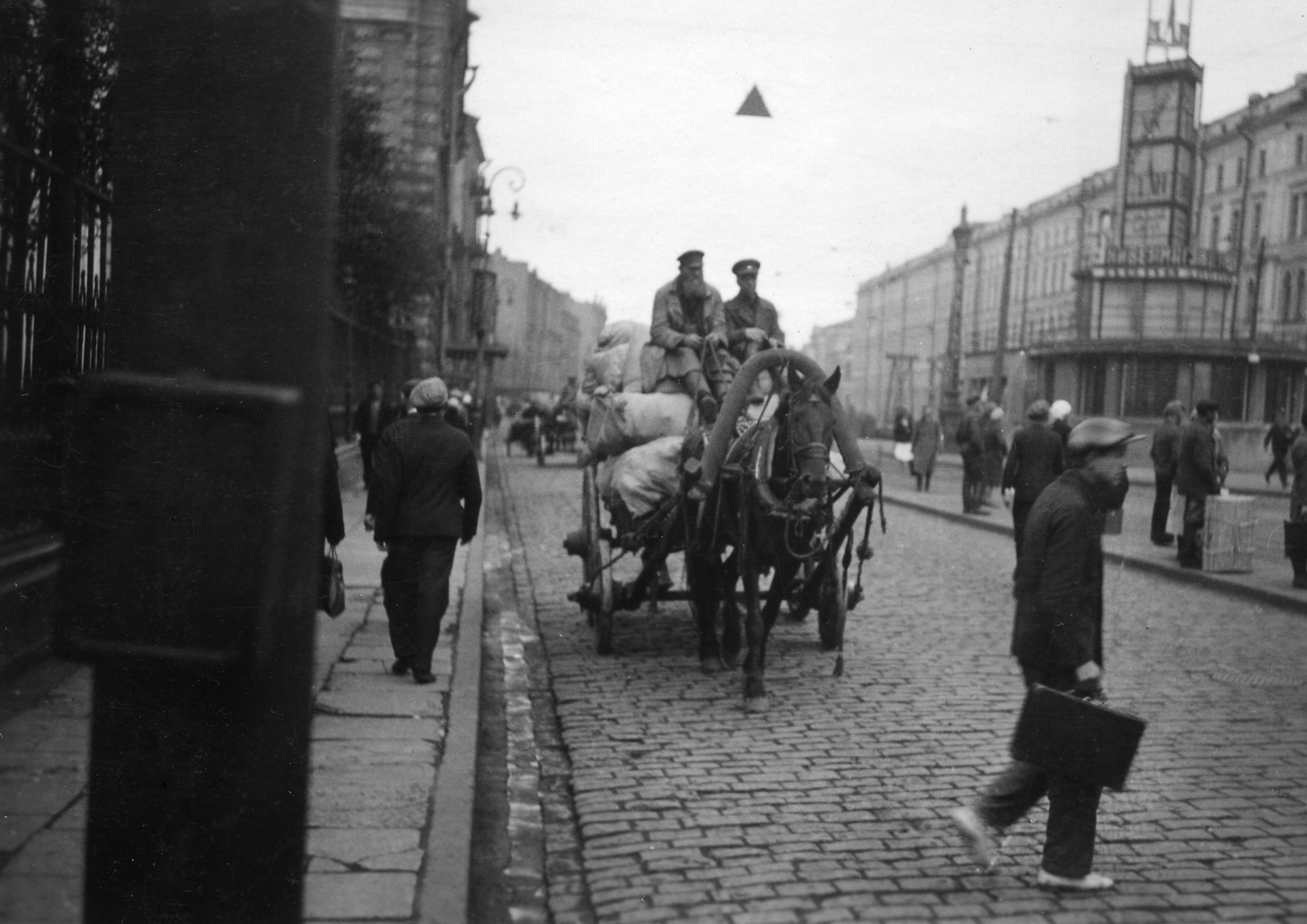
Лиговский проспект, 1935 год

1930-е годы в эпохи Ленинграда — это расцвет правления советской власти. Советский культурный быт ассоциировался с новой столицей Москвой, переместив Ленинград на периферию истории. Город начал приобретать статус музея под открытым небом, законсервированного, «замершего во времени» города, чью ткань нарушали редкие новостройки советского конструктивизма. Русская интеллигенция и богема дореволюционной эпохи в нём по-прежнему существовала, но довольно скрытно. Официальная и нынешняя элита той эпохи — «партийные боссы», ветераны революции, чиновники. Среднестатистический ленинградец был бедным, но имел работу, мог получить образование, позволял себе скромно питаться, ребёнок обязательно посещал школу, он жил в коммунальной квартире, пользовался дореволюционной или самодельной мебелью, при наличии денежных средств позволял себе покупать предметы сталинского ампира. Строительство в рамках генерального плана развития Ленинграда было сконцентрировано на юге Петербурга, ныне Московском районе, который задумывался, как новый центр города, представляющий собой уменьшенную копию новой Москвы. Узкая прослойка граждан нового среднего класса и приближённых к партии имела привилегии переселяться в новостройки юга.
Граждане одевались скромно, самой популярной одеждой у женщин были саржевые юбки, в городе работали редкие магазины с роскошными дорогими товарами, доступными для узкой прослойки населения. Из-за дороговизны продуктов питания, люди часто меняли продовольствие на украшения и бытовые предметы.

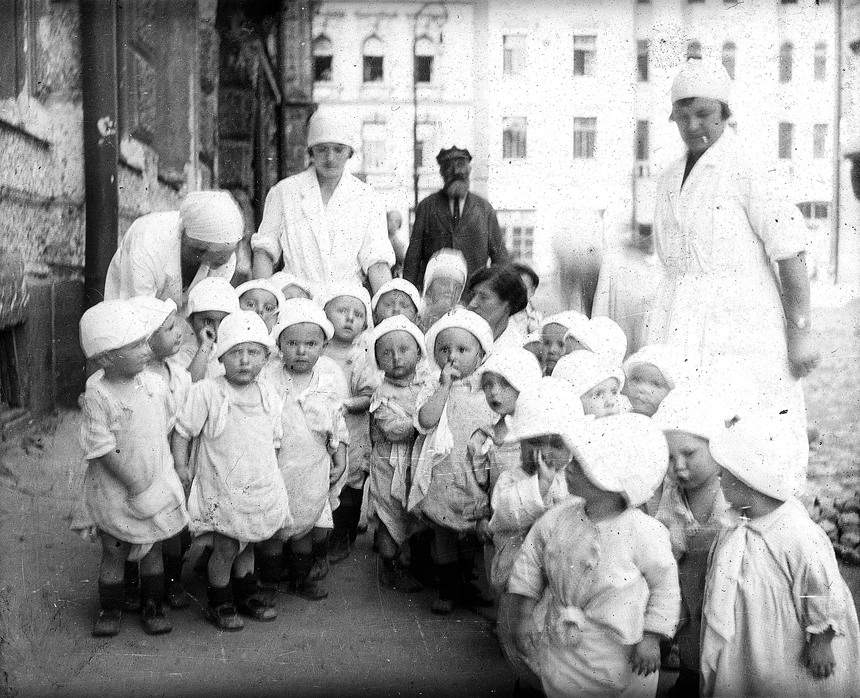
Детсадовская группа на прогулке, Лахтинская улица, Ленинград, 1930-е годы

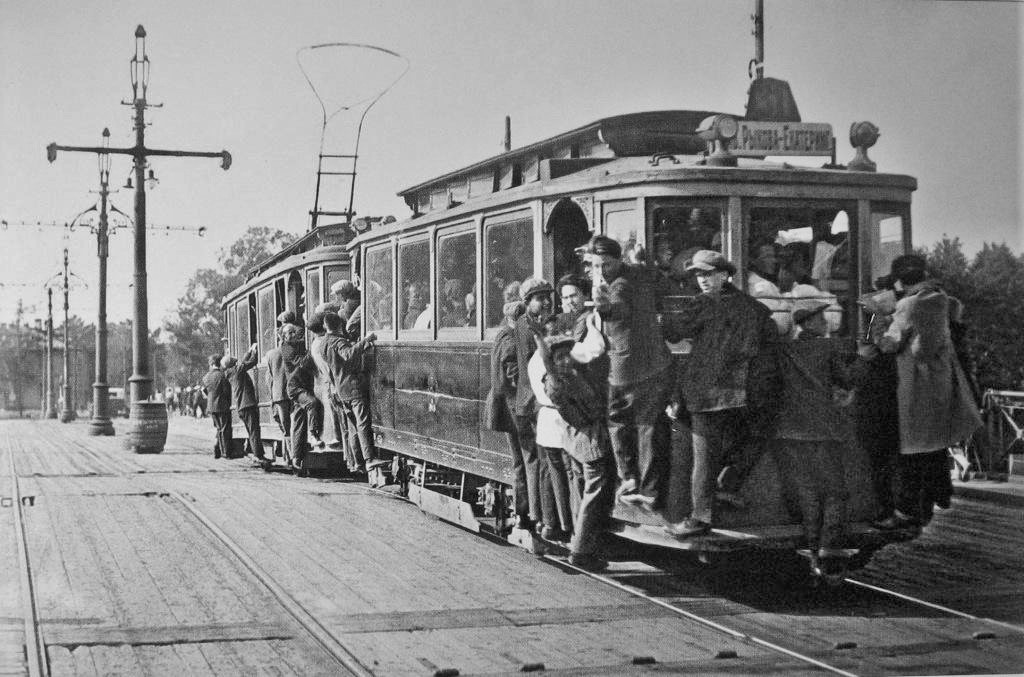
Переполненный трамвай, 1937 год

Ленинград и его общественные заведения 1930-х годов оставляли впечатление полуразрушенного города, напоминающего о былом изобилии высших сословий дореволюционной эпохи. Ленинградцы жили в условиях страха перед властью и острого дефицита продовольствий, по этой причине они помимо работы были заняты в основном заботой о повседневных нуждах и стояниями в очередях. Продовольственное снабжение во многом основывалось на личных связях и инициативах, а получения продовольствия лишь по установленным государством зависимых норм угрожало голодной смертью человеку. Большой популярностью пользовалась вторичные предметы быта до тех пор, пока они могли приносить какую либо практическую пользу. Сам Ленинград был чистым, а на улице царил порядок. Государство организовывало множество общественных мероприятий, в том числе и для детей. Посещение кинотеатра стало главным развлечением ленинградца, а также застольные визиты и потребление спиртных напитков. В 1934 году, после убийства Сергея Кирова одного из главных революционеров, город снова охватила волна политических репрессий и красного террора

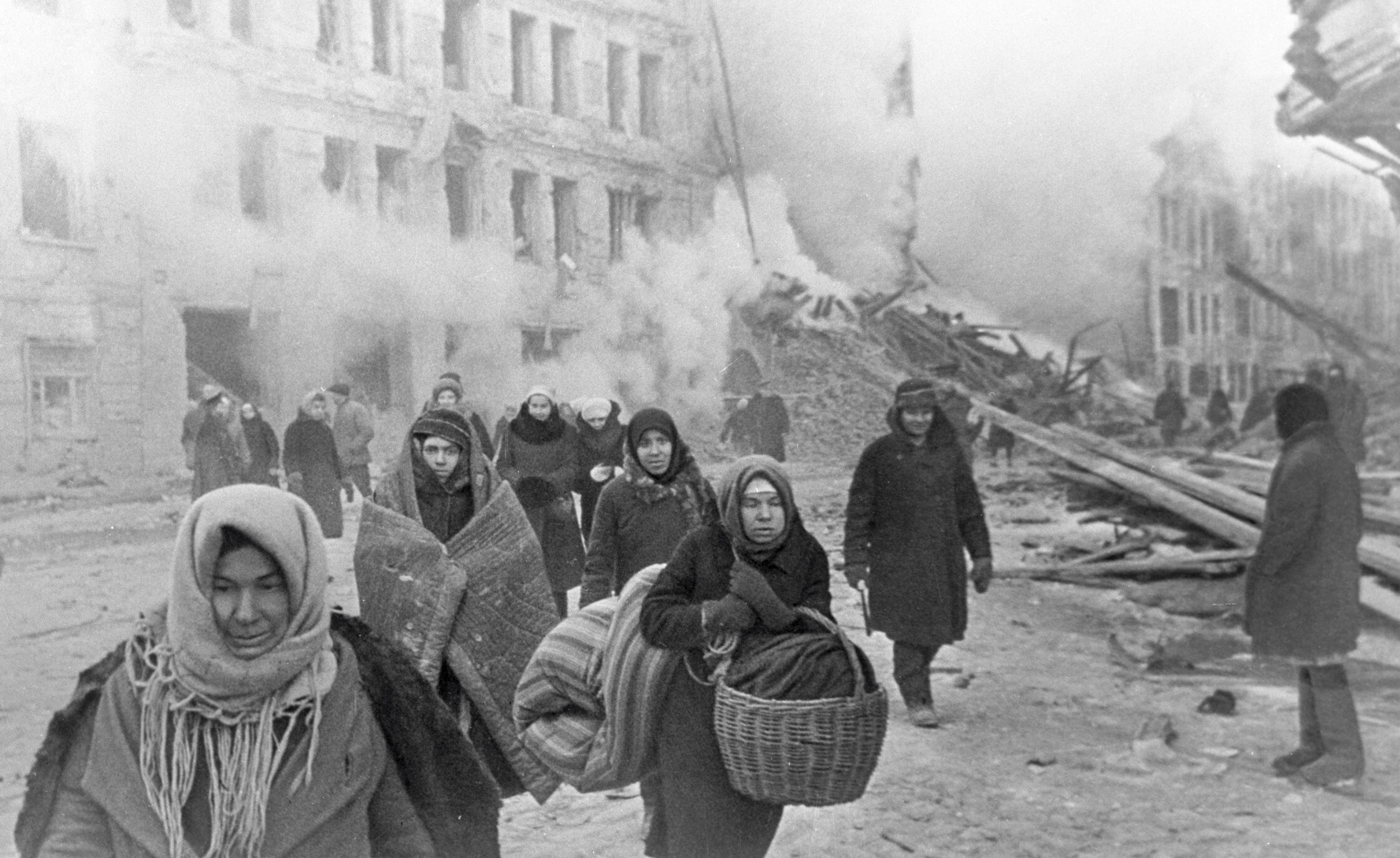
Блокада Ленинграда, после бомбардировки, 1942 год

Несмотря на стремление новой власти к абсолютному порядку и контролю над населением и современной культурой, в городе существовала уличная преступность и проституция, при этом она могла переплетаться с субкультурой «городского романса», которая в дальнейшем будущем повлияет на формирование новой музыкальной эстрады СССР. В 1936 году количество продуктов в магазинах стало обильнее, однако вместе с началом финской войны, Ленинград захлестнул продовольственный кризис и голод, в город массово прибывали уголовные преступники, резко ухудшившие уличную криминогенную города.

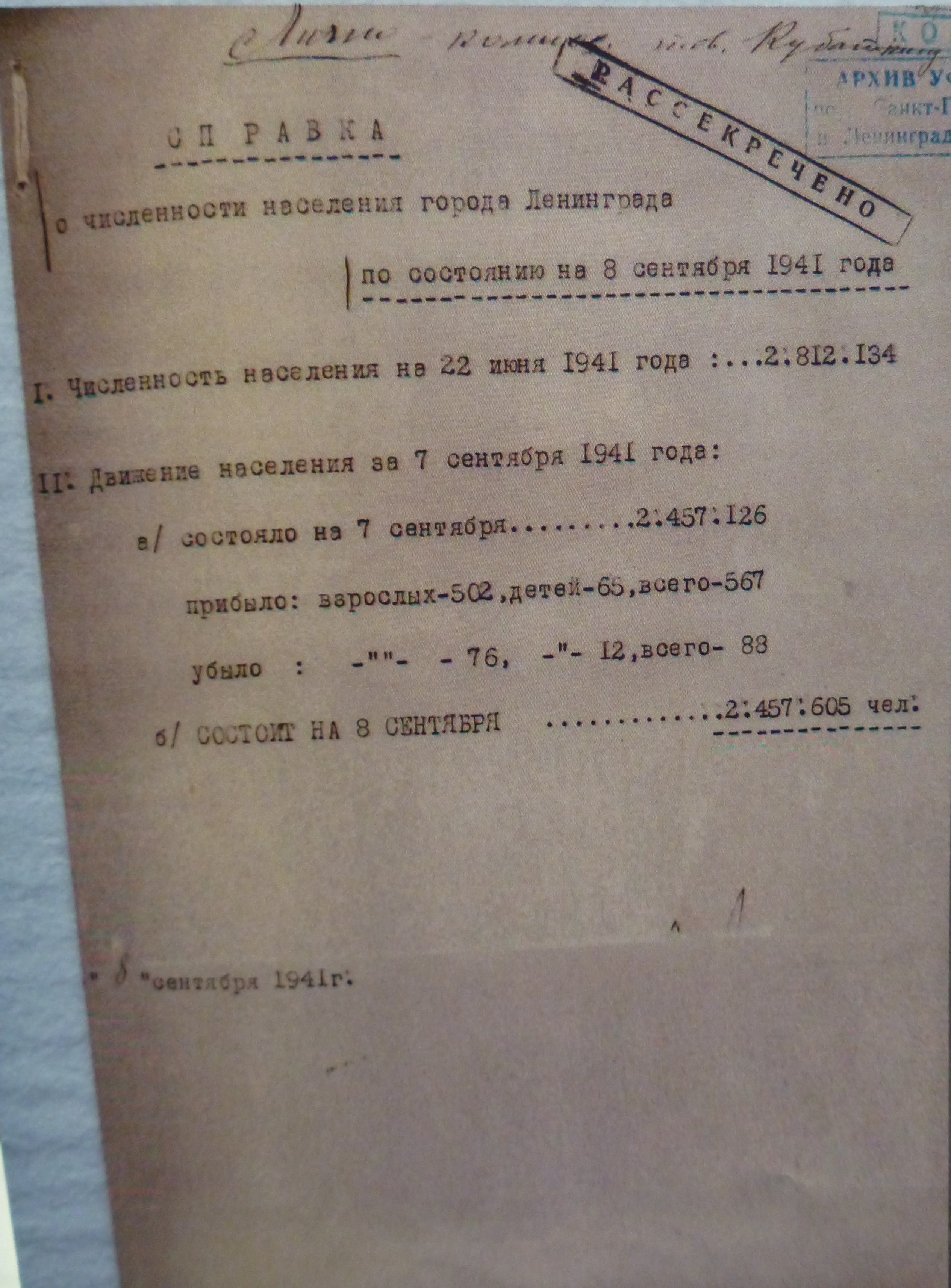
Справка о численности населения Ленинграда на 8 сентября 1941 года

Начало Великой Отечественной войны и последовавшая блокада города обернулась масштабной гуманитарной катастрофой для города. Население Ленинграда оказалось отрезанным от остальной страны, в результате блокады города немцами и финнами. Город был вынужден перейти на внутреннее продовольственное самообеспечение города. Люди массово умирали от голода и морозов, выживая на хлебном пайке и пропитании всевозможными и даже традиционно не съедобными продуктами. Ленинград погрузился в состояние глубокого упадка, ещё пущего, чем в худшие годы гражданской войны, электричество, водопровод отключили, общественный транспорт прекратил свою работу, ситуацию сильно усложняли аномально холодные зимы. Люди массово гибли прямо на улицах, а по происшествию зимы, их массового хоронили на окраине города.
После окончания войны на восстановление инфраструктуры и промышленности города привлекали рабочих из всех регионов СССР, а также немецких военнопленных. Благодаря высокой организации населения, процесс восстановления Ленинграда шёл быстро, к данному процессу был привлечён почти каждый житель города. Советская власть поставила цель возродить за минимально сжатые сроки ленинградскую промышленность и инфраструктуру. Одновременно наметился острый дефицит жилья, государство сильно ограничивало возвращение сбежавших ленинградцев, позволяя вернуться только тем, у кого сохранилось жильё, или специалистам предприятий. В 1946 году первые семь тысяч квартир получили газ.

### Оттепель, эпоха Хрущёва и Брежнева
1950-е годы сопровождались эпохой оттепели, в 1955 году открылась первая линия метрополитена, значительно облегчающая передвижение жителей из центра города в южный промышленный пояс, в этом же году появились первые советские «супермаркеты», к 1962 году, универсамы составляли уже 18 % от торговых предприятий. 1950-е и 1960-е годы — это также повышение культуры питания, бурное развитие городского общепита, открытие новых столовых, кафе и ресторанов. Хотя получение продовольствия по карточкам было отменено ещё в 1947 году, из-за периодических перебоев с продовольствием, было введено нормирование продажи самого необходимого продовольствия. Изобретение новых искусственных материалов способствовало массовому производству дешёвой одежды и бытовых предметов, что также сказалось на повышении благополучия граждан. 1960-е годы сопровождались также массовой популяризацией телевидения. В 1950-е годы среди молодёжи набирала стремительную популярность танцевальная культура, которую власть с переменным успехом стремилась ограничивать и ставить под контроль. Эпоха оттепели также сопровождалась и процветающей преступностью в Ленинграде, советская власть оказывала активную поддержку дружинным организациям, призванным вылавливать и «перевоспитывать» уличных хулиганов. При этом стычки дружинников и хулиганов нередко заканчивались кровопролитием с обеих сторон.

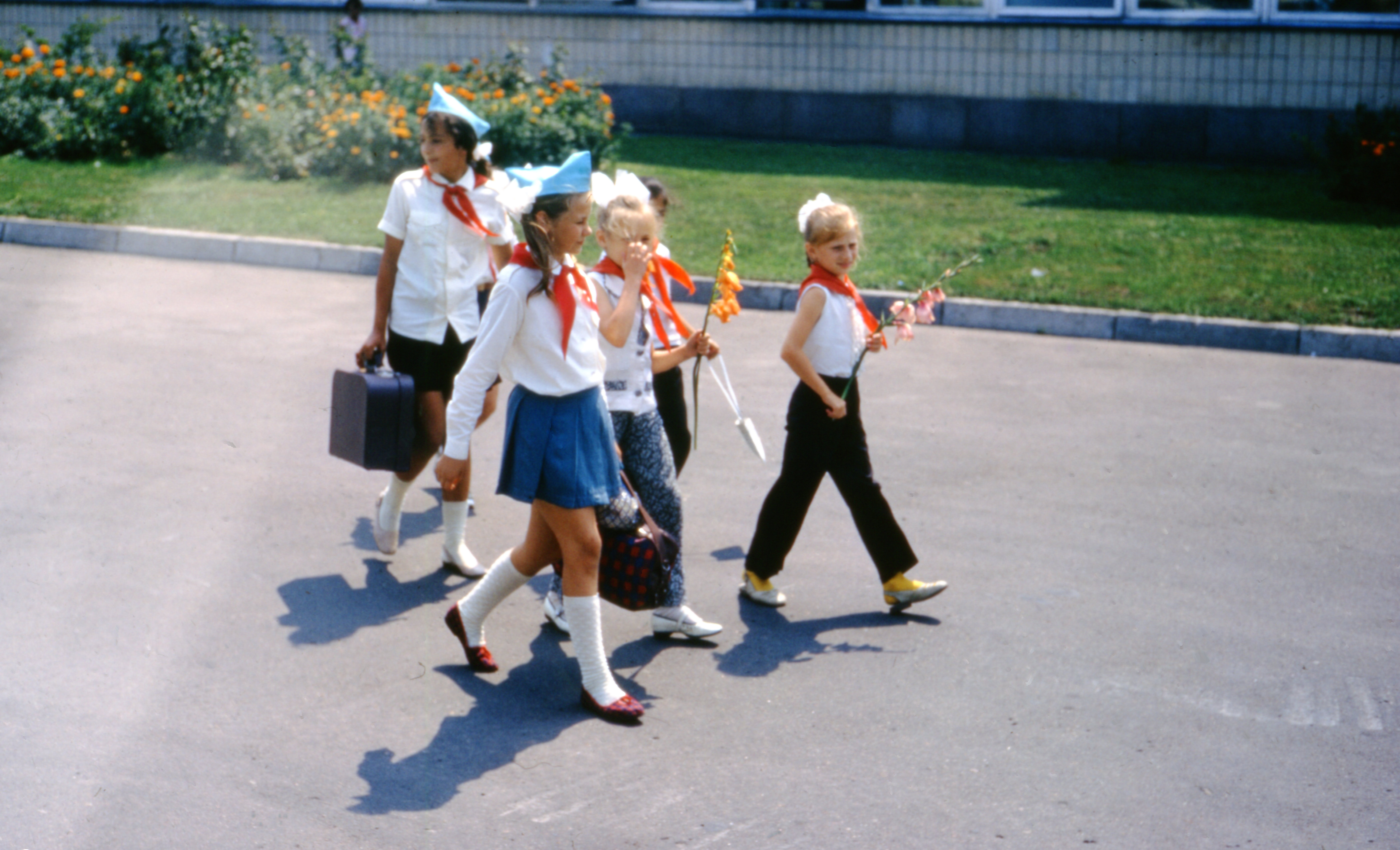
Школьницы возвращаются домой, 1972 год

Советская власть взяла курс на обеспечение жителей комфортным жильём. На юге Ленинграда активно строились новые районы, выдержанные в стиле сталинского ампира, возможность попасть в такую квартиру было высшим благом для ленинградца, это были в основном заслуженные партийные работники или представители элитных профессий. Тем не менее среднестатистический ленинградец по-прежнему жил в тесной коммунальной квартире, после войны и стремительного роста населения, в городе остро не хватало жилья, на одного человека в среднем приходилось 5,2 кв. метра в сравнении с 8,7 кв. метрами в 1926 году. Строительство стало переосмысливаться в пользу максимально дешёвых и малометражных жилых массивов — «хрущёвок».

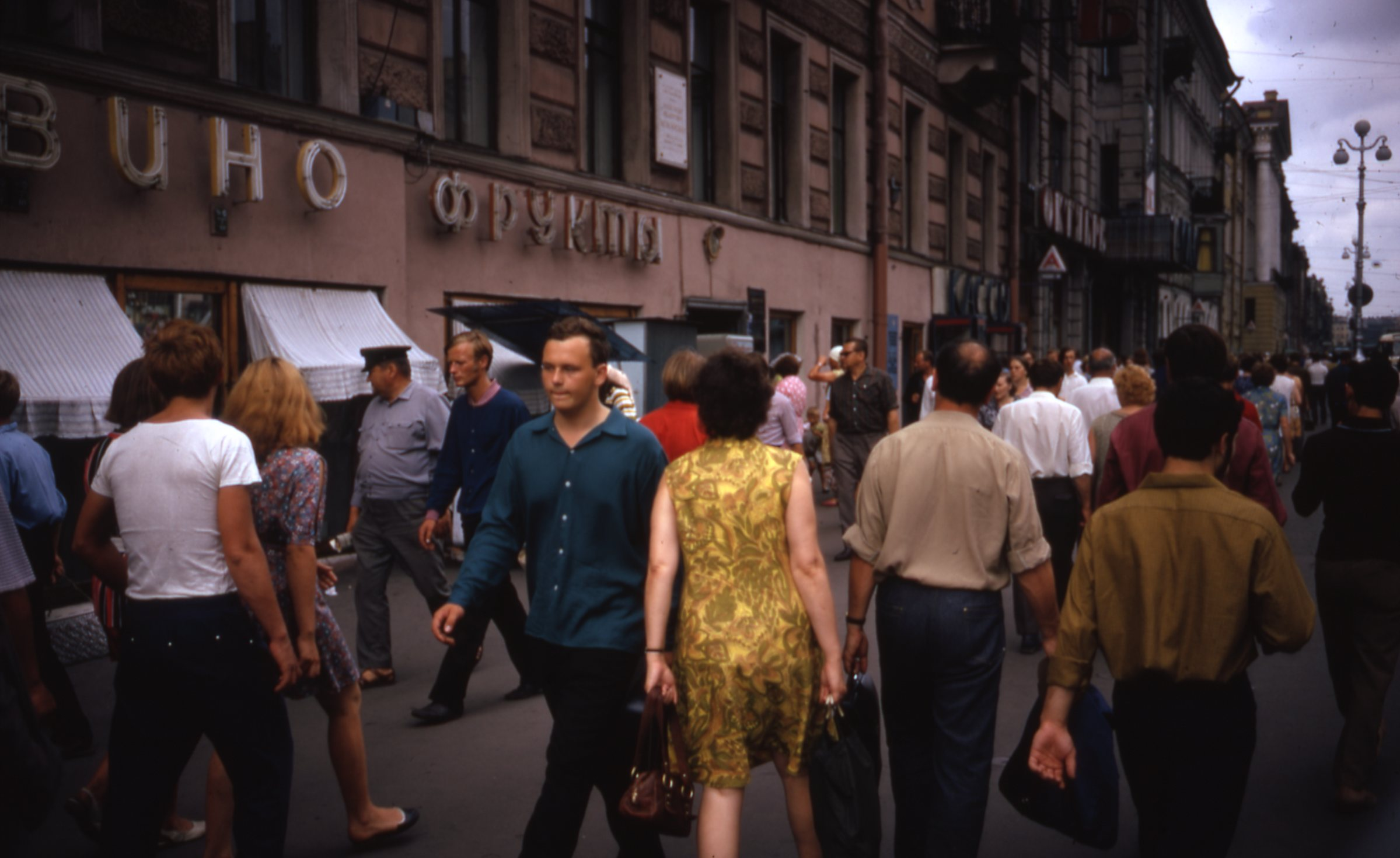
1972 год, люди на Невском проспекте

В эпоху Хрущёва началось массовое возведение пятиэтажных панельных зданий с небольшой жилплощадью, однако расселение происходило по принципу 1 человек — 1 комната, в результате люди без семьи после переезда были вынуждены существовать снова в коммунальных условиях, но менее суровых, чем ранее. На периферии города стали стремительно расти новые жилые районы — «черёмушки», переселение ленинградцев в новые квартиры продолжалось стремительными темпами, жизнь семьи в маленькой квартире с минималистичным интерьером становилось новой реальностью для ленинградцев, широким слоям населения стали доступны новые электронные бытовые приборы, такие, как например стиральные машины, холодильники и телевизоры. Тем не менее наспех созданные дома становились причиной множественных проблем и жалоб среди жильцов. Массовое возведение жилья для расселения коммуналок уже повышенной комфортности продолжалось и в 1970—1980-е годы в эпоху Брежнева и представляло собой спальные районы, состоящие из панельных зданий по 7-17 этажей. К 1980-м годам доля коммунальных квартир от жилищного фонда снизилась до 40 %.
Вместе с продолжающейся эпохой стабильности 1970-е и затем в 1980-е года, в Ленинграде выросло новое поколение горожан, не знающих голода и лишений войны. Одновременно 70-е и 80-е года — это эпоха «застоя», когда верхушки карьерных лестниц были поделены между определённым кругом людей, в основном сверстников Брежнева, которые затем предпочитали передавать свой «статус» по наследству. В результате если поколение «шестидесятых» имело возможность закрепиться в творческих союзах, реферантурах ЦК, обкомов и академической науке, то молодёжь 70-х и 80-х годов не будучи друзьями или родственниками представителей «нынешней элиты» не имела практически никаких шансов. Это приводило к росту депрессии среди населения, росту алкоголизма. Молодые ленинградцы стихийно объединялись в молодёжные организации, это могли быть как и музыкальные, рокерские клубы, спортивные, так и оппозиционные, антисоветские организации, при этом советские власти не принимали серьёзных ограничительных мер против данных объединений, боясь спровоцировать ещё больший рост антисоветских настроений.

### 1990-е и современная эпоха

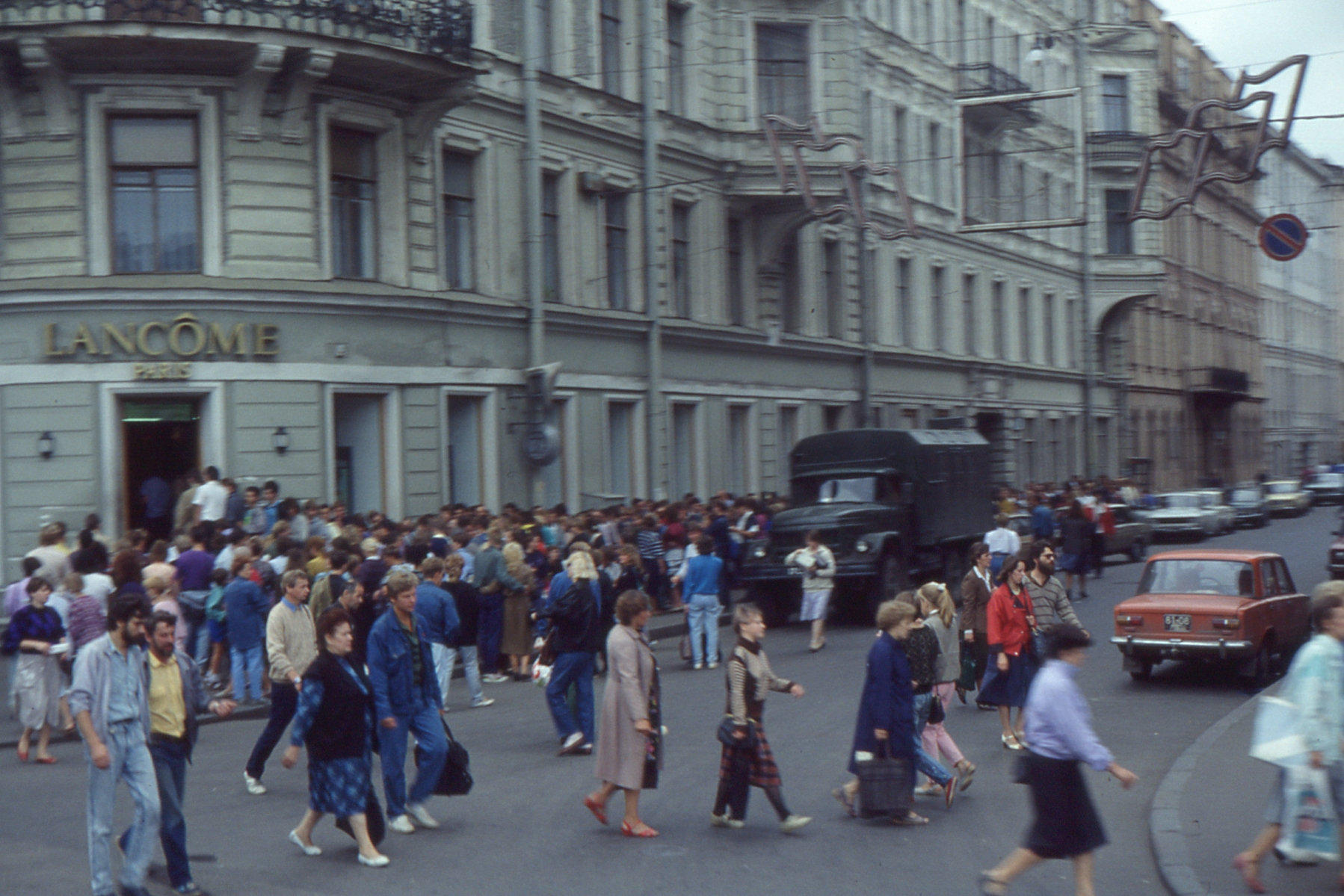
Невский проспект, 1991 год, очередь в магазин косметики и парфюмерии Lancôme

Реформы в конце 1980-х годов, а затем последовавший распад СССР сопровождался острыми политическими и экономическими кризисами. Это в свою очередь привело к с массовой потере рабочих мест, сильному снижению жизненного уровня петербуржцев. Многие здания оказались заброшены, улицы города приходили в упадочное и грязное состояние. Одновременно распад СССР и фактическое исчезновение контроля государства над экономикой привело к новым перспективам, в городе начали быстро появляться разбогатевшие люди. На фоне в общем обедневшего населения начала образовываться богатая прослойка населения, таким образом стремительно росла пропасть между бедными и богатыми. Упадок и ослабление государственных институтов привели к расцвету бандитизма в Петербурге. Город быстро оказался охвачен насилием, рэкетами, поделён между организованными бандами, которые воевали между собой, а победителем вышла Тамбовская ОПГ. Её влияние на общую экономику и политику города было настолько сильным, что главарь мафии получил прозвище «ночного губернатора» Петербурга. Для данной эпохи были типичны уличные перестрелки и заказные убийства бизнесменов, гангстерские войны и беспредел бандитизма продолжался вплоть до 2000 года. 90-е годы в Санкт-Петербурге — это расцвет базарной экономики, уличные палатки и стихийные рынки выступали основным средством для покупки еды, одежды и бытовых товаров. Приехавшие мигранты также быстро захватывали определённые сектора экономики, образуя «экономические гетто». Массовое строительство типовых зданий и процесс расселения коммунальных квартир прекратился, а строительство в городе ограничивалось уплотнением, самозахватом и возведением элитных малоэтажных зданий. Процесс комплексного развития территорий, но уже частными компаниями возобновился к началу 2000-х годов. Основной средство развлечения молодёжи той эпохи — посещение подпольных дискотек.
С началом XXI века, город начал оправляться от «лихих 90-х», уровень и благополучие населения стали быстро восстанавливаться. Приток населения в город возобновился, а в Петербург начали поступать инвестиции, по сей день продолжается процесс восстановления исторических памятников, возведение новых жилищных массивов и инфраструктуры. Рост населения происходит в основном за счёт приезжих из Москвы, Екатеринбурга, Владивостока, Новосибирска, Челябинска и Архангельска

## Уровень жизни
По данным на 1995 год 23 % населения можно было охарактеризовать как бедных на грани нищеты, а 40 % — бедных и со скромной обеспеченностью, полностью обеспеченные граждане составляли лишь 4 %. (в 2013 году доля нищих и бедных составляла 2 % и 15 %).
Средний денежный доход на душу населения в 1999 году составлял 1820,3 рублей, в 2000—2555,6 рублей, в 2002 — 4514,4, а в 2004 — 8855,1 рублей. Рубль в тот промежуток времени был более ценным и его курс к доллару колебался от 20 до 29. С 1995 по 2002 года доля нищих в городе колебалась в пределах 20—27 % от общего городского населения и пошла на быстрый спад начиная с 2003 года (В 2013 году их доля составляет лишь 2 %) В 2005 году средняя заработная плата составила 10133,9 рублей. в 2009 году — ~24 000 рублей, на начало 2011 — 26 730 рублей, на начало 2013 — 32 618 и на начало 2014 года — 36 000 рублей. Помимо этого наблюдаются повторяющиеся скачки средней заработной платы летом и зимой до нового года и последующие спады после нового года и осенью.
По данным на конец 2013 года среднедушевые доходы составляли от 19 000 до 31 000 рублей 52 % от доходов приходится от оплаты труда, 18,5 от социальных выплат, 7,4 — доходы от продажи иностранных валют, 7,6 — доходы от собственности и прочее. Средний размер назначенных пенсий составляет примерно 11 000 рублей и растёт в среднем медленнее, чем заработная плата. Прожиточный минимум в течение последних нескольких лет варьируется в пределах 6500 рублей. 69,8 % всех расходов в среднем приходится на потребительские расходы. Стоимость минимального набора продуктов питания составляет 3108 рублей, что на 209 рублей дороже, чем в 2012 году. Санкт Петербург в 2013 году занимал 2 место в России после Москвы по качеству жизни, медицины и образования, а уровень безработицы составил 0,42 % от населения. Петербург по благосостоянию крупных семей занимает девятое место, однако в 2012 году семья с 2 детьми были более обеспеченными чем с 3.
В Санкт-Петербурге существует серьёзное расслоение населения по уровню доходов, в частности 10 % наиболее обеспеченного населения зарабатывают в среднем в 19 раз больше, чем 10 % наименее обеспеченного населения, а половина всех суммарных доходов населения Петербурга приходится на 20 % наиболее обеспеченных граждан В 2012 году доход 9,2 % граждан был ниже прожиточного минимума, или 454.900 человек. По данным на июнь 2013 года 3,5 % семей считались богатыми (в 2010 году — 2,4), 39,7 % обеспеченными, имеющими возможность ограниченно покупать дорогие объекты (в 2010 — 32,0 %), 35 % скромно-обеспеченными (в 2010 году — 34,8), 15,8 % бедными, имеющими проблемы с покупкой бытовых вещей и одежды (в 2010 году — 22,6 %) и 2 % нищими, которым не хватает денег на еду (в 2010 — 5,8 %).
Если долгое время из-за недостатка материального благополучия граждане достаточно равнодушно относились к «нематериальным благам» города, то общее повышение уровня жизни начало массово побуждать граждан интересоваться культурно-развлекательными и политическими аспектами городской среды, а также принимать непосредственное участие в их улучшении, поэтому любой поворот событий, такой, как например закрытие художественной выставки может вызвать общественный резонанс. Из-за повышения уровня рождаемости резко встал вопрос о дефиците детских садов и школ, в частности на 2013 год на 109 детей приходилось 100 мест в детском саду, а на 148 учеников 10 учителей.

## Демография
| 1764       | 1765       | 1780       | 1789       | 1800       | 1811       | 1817       | 1825       | 1833       | 1837       | 1840       | 1850       |
| ---------- | ---------- | ---------- | ---------- | ---------- | ---------- | ---------- | ---------- | ---------- | ---------- | ---------- | ---------- |
| 149 700    | ↗150 300   | ↗174 800   | ↗217 900   | ↗220 200   | ↗335 600   | ↗363 900   | ↗424 700   | ↗442 900   | ↗468 800   | ↗470 200   | ↗487 300   |
| 1852       | 1863       | 1870       | 1882       | 1891       | 1897       | 1900       | 1901       | 1910       | 1914       | 1915       | 1916       |
| ↗532 200   | ↗539 500   | ↗668 000   | ↗928 000   | ↗1 033 600 | ↗1 264 920 | ↗1 418 000 | ↗1 439 600 | ↗1 905 600 | ↗2 118 500 | ↗2 314 500 | ↗2 415 700 |
| 1917       | 1918       | 1919       | 1920       | 1921       | 1922       | 1923       | 1924       | 1925       | 1926       | 1928       | 1930       |
| ↘2 300 000 | ↘1 469 000 | ↘900 000   | ↘740 000   | ↗830 000   | ↗960 000   | ↗1 093 000 | ↗1 221 000 | ↗1 379 000 | ↗1 560 122 | ↗1 688 300 | ↗2 009 500 |
| 1931       | 1935       | 1937       | 1939       | 1940       | 1941       | 1942       | 1943       | 1944       | 1945       | 1946       | 1947       |
| ↗2 236 515 | ↗2 715 700 | ↗2 814 474 | ↗3 191 304 | ↘2 920 000 | ↗2 992 000 | ↘2 432 000 | ↘622 000   | ↘546 000   | ↗927 000   | ↗1 541 000 | ↗1 920 000 |
| 1948       | 1949       | 1950       | 1955       | 1956       | 1959       | 1960       | 1962       | 1965       | 1967       | 1970       | 1973       |
| ↗1 998 000 | ↗2 218 000 | ↗2 258 000 | ↗2 797 000 | ↗2 814 000 | ↗3 321 196 | ↗3 432 000 | ↘3 036 000 | ↗3 777 200 | ↘3 296 000 | ↗3 949 501 | ↘3 679 000 |
| 1975       | 1976       | 1979       | 1980       | 1981       | 1982       | 1983       | 1984       | 1985       | 1986       | 1987       | 1988       |
| ↗4 418 000 | ↘3 915 000 | ↗4 588 183 | ↗4 635 200 | ↗4 669 400 | ↗4 711 200 | ↗4 762 100 | ↗4 806 400 | ↗4 844 200 | ↗4 882 200 | ↗4 931 200 | ↗4 986 900 |
| 1989       | 1990       | 1991       | 1992       | 1993       | 1994       | 1995       | 1996       | 1997       | 1998       | 1999       | 2000       |
| ↗5 023 506 | ↘5 002 444 | ↗5 007 469 | ↘4 986 405 | ↘4 942 891 | ↘4 881 563 | ↘4 845 407 | ↘4 820 213 | ↘4 806 641 | ↘4 783 982 | ↘4 770 897 | ↘4 741 923 |
| 2001       | 2002       | 2003       | 2004       | 2005       | 2006       | 2007       | 2008       | 2009       | 2010       | 2011       | 2012       |
| ↘4 714 844 | ↘4 661 219 | ↘4 656 474 | ↘4 624 083 | ↘4 600 000 | ↘4 580 620 | ↘4 571 184 | ↘4 568 047 | ↗4 581 854 | ↗4 879 566 | ↗4 899 344 | ↗4 953 219 |
| 2013       | 2014       | 2015       | 2016       | 2017       | 2018       | 2019       | 2020       | 2021       | 2022       | 2023       | 2024       |
| ↗5 028 000 | ↗5 131 942 | ↗5 191 690 | ↗5 225 690 | ↗5 281 579 | ↗5 351 935 | ↗5 383 890 | ↗5 398 064 | ↗5 601 911 | ↗5 607 916 | ↘5 600 044 | ↘5 597 763 |
| 2025       |            |            |            |            |            |            |            |            |            |            |            |
| ↗5 652 922 |            |            |            |            |            |            |            |            |            |            |            |

| Рождаемость (число родившихся на 1000 человек населения) | Рождаемость (число родившихся на 1000 человек населения) | Рождаемость (число родившихся на 1000 человек населения) | Рождаемость (число родившихся на 1000 человек населения) | Рождаемость (число родившихся на 1000 человек населения) | Рождаемость (число родившихся на 1000 человек населения) | Рождаемость (число родившихся на 1000 человек населения) | Рождаемость (число родившихся на 1000 человек населения) | Рождаемость (число родившихся на 1000 человек населения) |
| 1970                                                     | 1975                                                     | 1980                                                     | 1985                                                     | 1990                                                     | 1995                                                     | 1996                                                     | 1997                                                     | 1998                                                     |
| -------------------------------------------------------- | -------------------------------------------------------- | -------------------------------------------------------- | -------------------------------------------------------- | -------------------------------------------------------- | -------------------------------------------------------- | -------------------------------------------------------- | -------------------------------------------------------- | -------------------------------------------------------- |
| 12,7                                                     | ↗13,8                                                    | ↘13,7                                                    | ↗14,5                                                    | ↘10,8                                                    | ↘7                                                       | ↘6,6                                                     | →6,6                                                     | →6,6                                                     |
| 1999                                                     | 2000                                                     | 2001                                                     | 2002                                                     | 2003                                                     | 2004                                                     | 2005                                                     | 2006                                                     | 2007                                                     |
| ↘6,2                                                     | ↗6,8                                                     | ↗7,3                                                     | ↗8,1                                                     | ↗8,7                                                     | ↗8,9                                                     | ↘8,6                                                     | ↗8,8                                                     | ↗9,5                                                     |
| 2008                                                     | 2009                                                     | 2010                                                     | 2011                                                     | 2012                                                     | 2013                                                     | 2014                                                     | 2015                                                     | 2016                                                     |
| ↗10,4                                                    | ↗11,3                                                    | ↗11,5                                                    | ↗11,7                                                    | ↗12,6                                                    | ↗12,8                                                    | ↗13,1                                                    | ↗13,6                                                    | ↗13,9                                                    |
| 2017                                                     |                                                          |                                                          |                                                          |                                                          |                                                          |                                                          |                                                          |                                                          |
| ↘12,6                                                    |                                                          |                                                          |                                                          |                                                          |                                                          |                                                          |                                                          |                                                          |

| Смертность (число умерших на 1000 человек населения) | Смертность (число умерших на 1000 человек населения) | Смертность (число умерших на 1000 человек населения) | Смертность (число умерших на 1000 человек населения) | Смертность (число умерших на 1000 человек населения) | Смертность (число умерших на 1000 человек населения) | Смертность (число умерших на 1000 человек населения) | Смертность (число умерших на 1000 человек населения) | Смертность (число умерших на 1000 человек населения) |
| 1970                                                 | 1975                                                 | 1980                                                 | 1985                                                 | 1990                                                 | 1995                                                 | 1996                                                 | 1997                                                 | 1998                                                 |
| ---------------------------------------------------- | ---------------------------------------------------- | ---------------------------------------------------- | ---------------------------------------------------- | ---------------------------------------------------- | ---------------------------------------------------- | ---------------------------------------------------- | ---------------------------------------------------- | ---------------------------------------------------- |
| 9,2                                                  | ↗10,2                                                | ↗11,6                                                | ↗12,2                                                | →12,2                                                | ↗15,9                                                | ↘14,2                                                | ↘13,4                                                | ↗13,7                                                |
| 1999                                                 | 2000                                                 | 2001                                                 | 2002                                                 | 2003                                                 | 2004                                                 | 2005                                                 | 2006                                                 | 2007                                                 |
| ↗15,4                                                | ↗16,3                                                | ↗16,4                                                | ↗16,6                                                | ↗16,7                                                | ↘16,2                                                | ↘16                                                  | ↘15,3                                                | ↘14,8                                                |
| 2008                                                 | 2009                                                 | 2010                                                 | 2011                                                 | 2012                                                 | 2013                                                 | 2014                                                 | 2015                                                 | 2016                                                 |
| ↘14,6                                                | ↘14,1                                                | ↘13,5                                                | ↘12,7                                                | ↘12,5                                                | ↘12                                                  | ↘11,7                                                | ↗11,9                                                | ↘11,7                                                |
| 2017                                                 |                                                      |                                                      |                                                      |                                                      |                                                      |                                                      |                                                      |                                                      |
| ↘11,5                                                |                                                      |                                                      |                                                      |                                                      |                                                      |                                                      |                                                      |                                                      |

| Естественный прирост населения (на 1000 человек населения, знак (-) означает естественную убыль населения) | Естественный прирост населения (на 1000 человек населения, знак (-) означает естественную убыль населения) | Естественный прирост населения (на 1000 человек населения, знак (-) означает естественную убыль населения) | Естественный прирост населения (на 1000 человек населения, знак (-) означает естественную убыль населения) | Естественный прирост населения (на 1000 человек населения, знак (-) означает естественную убыль населения) | Естественный прирост населения (на 1000 человек населения, знак (-) означает естественную убыль населения) | Естественный прирост населения (на 1000 человек населения, знак (-) означает естественную убыль населения) | Естественный прирост населения (на 1000 человек населения, знак (-) означает естественную убыль населения) |
| 1970 | 1975 | 1980 | 1985 | 1990 | 1995 | 1996 | 1997 |
| --- | --- | --- | --- | --- | --- | --- | --- |
| 3,5 | ↗3,6 | ↘2,1 | ↗2,3 | ↘−1,4 | ↘−8,9 | ↗−7,6 | ↗−6,8 |
| 1998 | 1999 | 2000 | 2001 | 2002 | 2003 | 2004 | 2005 |
| ↘−7,1 | ↘−9,2 | ↘−9,5 | ↗−9,1 | ↗−8,5 | ↗−8 | ↗−7,3 | ↘−7,4 |
| 2006 | 2007 | 2008 | 2009 | 2010 | 2011 | 2012 | 2013 |
| ↗−6,5 | ↗−5,3 | ↗−4,2 | ↗−2,8 | ↗−2 | ↗−1 | ↗0,1 | ↗0,8 |
| 2014 | 2015 | 2016 | 2017 | | | | |
| ↗1,4 | ↗1,7 | ↗2,2 | ↘1,1 | | | | |

| Ожидаемая продолжительность жизни при рождении (число лет) | Ожидаемая продолжительность жизни при рождении (число лет) | Ожидаемая продолжительность жизни при рождении (число лет) | Ожидаемая продолжительность жизни при рождении (число лет) | Ожидаемая продолжительность жизни при рождении (число лет) | Ожидаемая продолжительность жизни при рождении (число лет) | Ожидаемая продолжительность жизни при рождении (число лет) | Ожидаемая продолжительность жизни при рождении (число лет) | Ожидаемая продолжительность жизни при рождении (число лет) |
| 1990                                                       | 1991                                                       | 1992                                                       | 1993                                                       | 1994                                                       | 1995                                                       | 1996                                                       | 1997                                                       | 1998                                                       |
| ---------------------------------------------------------- | ---------------------------------------------------------- | ---------------------------------------------------------- | ---------------------------------------------------------- | ---------------------------------------------------------- | ---------------------------------------------------------- | ---------------------------------------------------------- | ---------------------------------------------------------- | ---------------------------------------------------------- |
| 69,7                                                       | ↘69,5                                                      | ↘68,2                                                      | ↘64                                                        | ↗64,2                                                      | ↗66                                                        | ↗68,3                                                      | ↗69,8                                                      | ↘69,6                                                      |
| 1999                                                       | 2000                                                       | 2001                                                       | 2002                                                       | 2003                                                       | 2004                                                       | 2005                                                       | 2006                                                       | 2007                                                       |
| ↘67,9                                                      | ↘66,7                                                      | ↗66,9                                                      | ↗67,1                                                      | ↘67                                                        | ↗67,3                                                      | ↗67,8                                                      | ↗68,9                                                      | ↗69,9                                                      |
| 2008                                                       | 2009                                                       | 2010                                                       | 2011                                                       | 2012                                                       | 2013                                                       |                                                            |                                                            |                                                            |
| ↗70,5                                                      | ↗71,2                                                      | ↗72,1                                                      | ↗73,1                                                      | ↗73,4                                                      | ↗74,2                                                      |                                                            |                                                            |                                                            |

Соотношение мужчин и женщин (данные Росстата)
| Год  | Количество женщин на 1000 мужчин |
| ---- | -------------------------------- |
| 2005 | 1235                             |
| 2010 | 1229                             |
| 2011 | 1225                             |
| 2012 | 1216                             |
| 2013 | 1205                             |
| 2014 | 1204                             |
| 2015 | 1213                             |
| 2016 | 1213                             |
| 2017 | 1210                             |
| 2018 | 1208                             |
| 2019 | 1210                             |

## Численность населения по районам и муниципальным образованиям Санкт-Петербурга
Численность населения районов и внутригородских муниципальных образований (муниципальных округов, городов и посёлков) Санкт-Петербурга по данным переписей населения 2002 и 2010 годов: и по оценке на 1 января 2025 года.
Исходя из статистики видно, что в результате программы расселения коммунальных квартир аварийных домов и переоборудования их преимущественно в коммерческую недвижимость, население исторического центра города, особенно Адмиралтейского района, уменьшилось, в то время, как население спальных районов продолжает быстро увеличиваться.
| №          | районы и муниципальные округа/города/посёлки | 2002 чел. | 2010 чел. | прирост убыль (-) за 2002- 2010 гг. +/-чел. | прирост убыль (-) за 2002- 2010 гг. +/-% | 2025 чел.  |
| ---------- | -------------------------------------------- | --------- | --------- | ------------------------------------------- | ---------------------------------------- | ---------- |
| 1e-06      | Адмиралтейский район                         | 187837    | 157897    | −29940                                      | −15,94 %                                 | ↗154 424   |
| 1          | муниципальный округ Адмиралтейский округ     | 30533     | 22634     | −7899                                       | −25,87 %                                 | ↗23 971    |
| 2          | муниципальный округ Екатерингофский          | 31570     | 24038     | −7532                                       | −23,86 %                                 | ↗21 698    |
| 3          | муниципальный округ Измайловское             | 30415     | 26355     | −4060                                       | −13,35 %                                 | ↗32 761    |
| 4          | муниципальный округ Коломна                  | 37642     | 39164     | 1522                                        | 4,04 %                                   | ↗33 543    |
| 5          | муниципальный округ Семёновский              | 29572     | 23322     | −6250                                       | −21,13 %                                 | ↘22 109    |
| 6          | муниципальный округ Сенной округ             | 28105     | 22384     | −5721                                       | −20,36 %                                 | ↘20 342    |
| 6.000002   | Василеостровский район                       | 199692    | 203058    | 3366                                        | 1,69 %                                   | ↗208 720   |
| 7          | муниципальный округ № 7                      | 45696     | 39168     | −6528                                       | −14,29 %                                 | ↗36 749    |
| 8          | муниципальный округ Васильевский             | 32793     | 32236     | −557                                        | −1,70 %                                  | ↗31 937    |
| 9          | муниципальный округ Гавань                   | 35766     | 35927     | 161                                         | 0,45 %                                   | ↗41 719    |
| 10         | муниципальный округ Морской                  | 31555     | 34885     | 3330                                        | 10,55 %                                  | ↗36 676    |
| 11         | муниципальный округ Остров Декабристов       | 53882     | 60842     | 6960                                        | 12,92 %                                  | ↗61 639    |
| 11.000003  | Выборгский район                             | 419567    | 447562    | 27995                                       | 6,67 %                                   | ↗551 925   |
| 12         | муниципальный округ № 15                     | 64320     | 63793     | −527                                        | −0,82 %                                  | ↗61 428    |
| 13         | муниципальный округ Сампсониевское           | 39250     | 39318     | 68                                          | 0,17 %                                   | ↗39 654    |
| 14         | муниципальный округ Светлановское            | 83782     | 85508     | 1726                                        | 2,06 %                                   | ↗90 456    |
| 15         | муниципальный округ Сергиевское              | 67709     | 66693     | −1016                                       | −1,50 %                                  | ↘60 618    |
| 16         | муниципальный округ Сосновское               | 60675     | 66227     | 5552                                        | 9,15 %                                   | ↗60 831    |
| 17         | муниципальный округ Шувалово-Озерки          | 87511     | 106506    | 18995                                       | 21,71 %                                  | ↗117 262   |
| 18         | посёлок Левашово                             | 4095      | 3665      | −430                                        | −10,50 %                                 | ↗6134      |
| 19         | посёлок Парголово                            | 12225     | 15852     | 3627                                        | 29,67 %                                  | ↗115 762   |
| 19.000004  | Калининский район                            | 469409    | 504641    | 35232                                       | 7,51 %                                   | ↗532 972   |
| 20         | муниципальный округ № 21                     | 72403     | 76336     | 3933                                        | 5,43 %                                   | ↗76 698    |
| 21         | муниципальный округ Академическое            | 93535     | 103304    | 9769                                        | 10,44 %                                  | ↗108 955   |
| 22         | муниципальный округ Гражданка                | 74009     | 71128     | −2881                                       | −3,89 %                                  | ↗67 736    |
| 23         | муниципальный округ Пискарёвка               | 59004     | 59716     | 712                                         | 1,21 %                                   | ↗82 129    |
| 24         | муниципальный округ Прометей                 | 64937     | 70145     | 5208                                        | 8,02 %                                   | ↗76 729    |
| 25         | муниципальный округ Северный                 | 51605     | 51720     | 115                                         | 0,22 %                                   | ↘48 582    |
| 26         | муниципальный округ Финляндский округ        | 53916     | 72292     | 18376                                       | 34,08 %                                  | ↗72 500    |
| 26.000005  | Кировский район                              | 338820    | 334746    | −4074                                       | −1,20 %                                  | ↘329 419   |
| 27         | муниципальный округ Автово                   | 49022     | 44667     | −4355                                       | −8,88 %                                  | ↘42 496    |
| 28         | муниципальный округ Дачное                   | 76229     | 72822     | −3407                                       | −4,47 %                                  | ↘70 009    |
| 29         | муниципальный округ Княжево                  | 60036     | 60432     | 396                                         | 0,66 %                                   | ↘59 414    |
| 30         | муниципальный округ Красненькая речка        | 37891     | 40544     | 2653                                        | 7,00 %                                   | ↘38 080    |
| 31         | муниципальный округ Морские ворота           | 10287     | 10060     | −227                                        | −2,21 %                                  | ↘10 415    |
| 32         | муниципальный округ Нарвский округ           | 29822     | 30810     | 988                                         | 3,31 %                                   | ↘33 237    |
| 33         | муниципальный округ Ульянка                  | 75533     | 75411     | −122                                        | −0,16 %                                  | ↘75 768    |
| 33.000006  | Колпинский район                             | 175396    | 177448    | 2052                                        | 1,17 %                                   | ↗189 870   |
| 34         | город Колпино                                | 136632    | 138979    | 2347                                        | 1,72 %                                   | ↗147 179   |
| 35         | посёлок Металлострой                         | 25675     | 26361     | 686                                         | 2,67 %                                   | ↗27 592    |
| 36         | посёлок Петро-Славянка                       | 1337      | 1085      | −252                                        | −18,85 %                                 | ↗2146      |
| 37         | посёлок Понтонный                            | 9199      | 8291      | −908                                        | −9,87 %                                  | ↗8603      |
| 38         | посёлок Сапёрный                             | 1401      | 1378      | −23                                         | −1,64 %                                  | ↗1733      |
| 39         | посёлок Усть-Ижора                           | 1152      | 1354      | 202                                         | 17,53 %                                  | ↘2617      |
| 39.000007  | Красногвардейский район                      | 336342    | 337091    | 749                                         | 0,22 %                                   | ↗368 354   |
| 40         | муниципальный округ Большая Охта             | 56648     | 54539     | −2109                                       | −3,72 %                                  | ↗58 176    |
| 41         | муниципальный округ Малая Охта               | 48627     | 45946     | −2681                                       | −5,51 %                                  | ↘43 319    |
| 42         | муниципальный округ Полюстрово               | 51529     | 50387     | −1142                                       | −2,22 %                                  | ↗76 707    |
| 43         | муниципальный округ Пороховые                | 123583    | 129651    | 6068                                        | 4,91 %                                   | ↘128 807   |
| 44         | муниципальный округ Ржевка                   | 55955     | 56568     | 613                                         | 1,10 %                                   | ↗61 345    |
| 44.000008  | Красносельский район                         | 305129    | 330546    | 25417                                       | 8,33 %                                   | ↗440 817   |
| 45         | город Красное Село                           | 44081     | 44323     | 242                                         | 0,55 %                                   | ↗61 162    |
| 46         | муниципальный округ Горелово                 | 16640     | 22503     | 5863                                        | 35,23 %                                  | ↗29 194    |
| 47         | муниципальный округ Константиновское         | 34747     | 36674     | 1927                                        | 5,55 %                                   | ↘35 236    |
| 48         | муниципальный округ Сосновая Поляна          | 45742     | 48271     | 2529                                        | 5,53 %                                   | ↗76 863    |
| 49         | муниципальный округ Урицк                    | 49048     | 55037     | 5989                                        | 12,21 %                                  | ↘49 984    |
| 50         | муниципальный округ Юго-Запад                | 64261     | 66746     | 2485                                        | 3,87 %                                   | ↘58 269    |
| 51         | муниципальный округ Южно-Приморский          | 50610     | 56992     | 6382                                        | 12,61 %                                  | ↗130 109   |
| 51.000009  | Кронштадтский район                          | 43385     | 43005     | −380                                        | −0,88 %                                  | ↗44 655    |
| 52         | город Кронштадт                              | 43385     | 43005     | −380                                        | −0,88 %                                  | ↗44 655    |
| 52.00001   | Курортный район                              | 67511     | 70589     | 3078                                        | 4,56 %                                   | ↗84 309    |
| 53         | город Зеленогорск                            | 12074     | 14958     | 2884                                        | 23,89 %                                  | ↗15 568    |
| 54         | город Сестрорецк                             | 40287     | 37248     | −3039                                       | −7,54 %                                  | ↗46 304    |
| 55         | посёлок Белоостров                           | 1690      | 2080      | 390                                         | 23,08 %                                  | ↗2466      |
| 56         | посёлок Комарово                             | 1062      | 1230      | 168                                         | 15,82 %                                  | ↘1476      |
| 57         | посёлок Молодёжное                           | 1437      | 1587      | 150                                         | 10,44 %                                  | ↘1588      |
| 58         | посёлок Песочный                             | 6487      | 8130      | 1643                                        | 25,33 %                                  | ↗9977      |
| 59         | посёлок Репино                               | 2011      | 2478      | 467                                         | 23,22 %                                  | ↗3022      |
| 60         | посёлок Серово                               | 252       | 280       | 28                                          | 11,11 %                                  | ↘301       |
| 61         | посёлок Смолячково                           | 568       | 610       | 42                                          | 7,39 %                                   | ↘748       |
| 62         | посёлок Солнечное                            | 1161      | 1370      | 209                                         | 18,00 %                                  | ↗2048      |
| 63         | посёлок Ушково                               | 482       | 618       | 136                                         | 28,22 %                                  | ↘811       |
| 63.000011  | Московский район                             | 275884    | 288744    | 12860                                       | 4,66 %                                   | ↘333 941   |
| 64         | муниципальный округ Гагаринское              | 58197     | 58692     | 495                                         | 0,85 %                                   | ↘65 614    |
| 65         | муниципальный округ Звёздное                 | 53818     | 64395     | 10577                                       | 19,65 %                                  | ↗94 318    |
| 66         | муниципальный округ Московская застава       | 46951     | 45680     | −1271                                       | −2,71 %                                  | ↘45 013    |
| 67         | муниципальный округ Новоизмайловское         | 70403     | 76718     | 6315                                        | 8,97 %                                   | ↘83 286    |
| 68         | муниципальный округ Пулковский меридиан      | 46515     | 43259     | −3256                                       | −7,00 %                                  | ↘45 710    |
| 68.000012  | Невский район                                | 438061    | 466013    | 27952                                       | 6,38 %                                   | ↗556 880   |
| 69         | муниципальный округ № 54                     | 63138     | 63196     | 58                                          | 0,09 %                                   | ↗68 326    |
| 70         | муниципальный округ Ивановский               | 31215     | 27611     | −3604                                       | −11,55 %                                 | ↗27 516    |
| 71         | муниципальный округ Народный                 | 52580     | 58257     | 5677                                        | 10,80 %                                  | ↗81 210    |
| 72         | муниципальный округ Невская застава          | 29685     | 29623     | −62                                         | −0,21 %                                  | ↗28 441    |
| 73         | муниципальный округ Невский округ            | 59714     | 61466     | 1752                                        | 2,93 %                                   | ↗70 577    |
| 74         | муниципальный округ Обуховский               | 46108     | 45664     | −444                                        | −0,96 %                                  | ↗57 556    |
| 75         | муниципальный округ Оккервиль                | 55078     | 60564     | 5486                                        | 9,96 %                                   | ↗62 501    |
| 76         | муниципальный округ Правобережный            | 51006     | 64556     | 13550                                       | 26,57 %                                  | ↗89 418    |
| 77         | муниципальный округ Рыбацкое                 | 49537     | 55076     | 5539                                        | 11,18 %                                  | ↗71 335    |
| 77.000013  | Петроградский район                          | 134607    | 130455    | −4152                                       | −3,08 %                                  | ↗118 213   |
| 78         | муниципальный округ Аптекарский остров       | 19277     | 20575     | 1298                                        | 6,73 %                                   | ↗21 092    |
| 79         | муниципальный округ Введенский               | 21374     | 19778     | −1596                                       | −7,47 %                                  | ↗15 799    |
| 80         | муниципальный округ Кронверкское             | 21256     | 20513     | −743                                        | −3,50 %                                  | ↗16 881    |
| 81         | муниципальный округ Округ Петровский         | 20808     | 21583     | 775                                         | 3,72 %                                   | ↗17 932    |
| 82         | муниципальный округ Посадский                | 21630     | 21237     | −393                                        | −1,82 %                                  | ↗16 154    |
| 83         | муниципальный округ Чкаловское               | 30262     | 26769     | −3493                                       | −11,54 %                                 | ↗30 355    |
| 83.000014  | Петродворцовый район                         | 115318    | 128156    | 12838                                       | 11,13 %                                  | ↗134 895   |
| 84         | город Ломоносов                              | 37776     | 42505     | 4729                                        | 12,52 %                                  | ↘38 477    |
| 85         | город Петергоф                               | 64791     | 73199     | 8408                                        | 12,98 %                                  | ↗81 767    |
| 86         | посёлок Стрельна                             | 12751     | 12452     | −299                                        | −2,34 %                                  | ↗14 651    |
| 86.000015  | Приморский район                             | 393960    | 507238    | 113278                                      | 28,75 %                                  | ↗714 854   |
| 87         | муниципальный округ № 65                     | 83952     | 127473    | 43521                                       | 51,84 %                                  | ↗194 361   |
| 88         | муниципальный округ Коломяги                 | 25763     | 39945     | 14182                                       | 55,05 %                                  | ↗122 082   |
| 89         | муниципальный округ Комендантский аэродром   | 71968     | 84052     | 12084                                       | 16,79 %                                  | ↗95 484    |
| 90         | муниципальный округ Лахта-Ольгино            | 2901      | 3903      | 1002                                        | 34,54 %                                  | ↗15 968    |
| 91         | муниципальный округ Озеро Долгое             | 78714     | 89932     | 11218                                       | 14,25 %                                  | ↗92 572    |
| 92         | муниципальный округ Чёрная речка             | 53717     | 56429     | 2712                                        | 5,05 %                                   | ↗70 883    |
| 93         | муниципальный округ Юнтолово                 | 74382     | 100745    | 26363                                       | 35,44 %                                  | ↗116 908   |
| 94         | посёлок Лисий Нос                            | 2563      | 4759      | 2196                                        | 85,68 %                                  | ↗6596      |
| 94.000016  | Пушкинский район                             | 118171    | 135973    | 17802                                       | 15,06 %                                  | ↗277 341   |
| 95         | город Павловск                               | 14960     | 16087     | 1127                                        | 7,53 %                                   | ↗18 485    |
| 96         | город Пушкин                                 | 84628     | 92889     | 8261                                        | 9,76 %                                   | ↗108 969   |
| 97         | посёлок Александровская                      | 1184      | 2491      | 1307                                        | 110,39 %                                 | ↗3221      |
| 98         | посёлок Тярлево                              | 1556      | 1854      | 298                                         | 19,15 %                                  | ↗1765      |
| 99         | посёлок Шушары                               | 15843     | 22652     | 6809                                        | 42,98 %                                  | ↗144 901   |
| 99.000017  | Фрунзенский район                            | 405274    | 401779    | −3495                                       | −0,86 %                                  | ↘412 471   |
| 100        | муниципальный округ № 72                     | 69785     | 68333     | −1452                                       | −2,08 %                                  | ↘67 523    |
| 101        | муниципальный округ № 75                     | 44498     | 50757     | 6259                                        | 14,07 %                                  | ↗62 485    |
| 102        | муниципальный округ Балканский               | 75456     | 78514     | 3058                                        | 4,05 %                                   | ↘73 604    |
| 103        | муниципальный округ Волковское               | 60082     | 59277     | −805                                        | −1,34 %                                  | ↘61 224    |
| 104        | муниципальный округ Георгиевский             | 92780     | 90700     | −2080                                       | −2,24 %                                  | ↘91 841    |
| 105        | муниципальный округ Купчино                  | 62673     | 54198     | −8475                                       | −13,52 %                                 | ↘55 794    |
| 105.000018 | Центральный район                            | 236856    | 214625    | −22231                                      | −9,39 %                                  | ↘198 862   |
| 106        | муниципальный округ № 78                     | 13508     | 11186     | −2322                                       | −17,19 %                                 | ↘9085      |
| 107        | муниципальный округ Владимирский             | 57213     | 59065     | 1852                                        | 3,24 %                                   | ↘49 761    |
| 108        | муниципальный округ Дворцовый округ          | 10491     | 6426      | −4065                                       | −38,75 %                                 | ↘7288      |
| 109        | муниципальный округ Лиговка-Ямская           | 14740     | 16825     | 2085                                        | 14,15 %                                  | ↘19 523    |
| 110        | муниципальный округ Литейный округ           | 50567     | 44864     | −5703                                       | −11,28 %                                 | ↘39 786    |
| 111        | муниципальный округ Смольнинское             | 90337     | 76259     | −14078                                      | −15,58 %                                 | ↘73 545    |
| 111.000019 | всего, САНКТ-ПЕТЕРБУРГ                       | 4661219   | 4879566   | 218347                                      | 4,68 %                                   | ↗5 652 922 |

### Общая карта
| Выборгский район | Районы Санкт-Петербурга с населением более 500 000 жителей   |
| Московский район | Районы Санкт-Петербурга с населением 200 000—500 000 жителей |
| Курортный район  | Районы Санкт-Петербурга с населением менее 200 000 жителей   |
|                  | Города с населением более 100 000 жителей                    |
|                  | Города и посёлки с населением от 40 000 до 100 000 жителей   |
|                  | Города и посёлки с населением от 10 000 до 40 000 жителей    |
|                  | Посёлки с населением от 1000 до 10 000 жителей               |
|                  | Посёлки с населением менее 1000 жителей                      |

## Национальный состав населения
Национальный состав — русские (92,5 %), украинцы (1,87 %), белорусы (1,17 %), евреи (0,78 %), татары (0,76 %), армяне (0,45 %), азербайджанцы (0,39 %) и другие национальности.
В городе зарегистрировано более 200 национальных объединений, 33 общеобразовательные школы с национально-культурным курсом в образовании, 10 национальных воскресных школ, где изучаются национальные языки и культура, традиции народа, более 60 национальных фольклорных ансамблей.

### 1897 год
Национальный состав населения Санкт-Петербурга на этот год можно определить только косвенно, так как в Переписи населения 1897 года был указан только родной язык, а не национальность. Например, к группе русского языка в то время относили кроме собственно русского, также украинский и белорусский (признанные Петербургской академией наук в статусе отдельных языков после событий 1905 года). К немцам отнесли всех немецкоговорящих жителей, среди которых могли быть и австрийцы, и шведы, и швейцарцы, и прибалтийские немцы, и многие жители других национальностей.
| #  |                          | чел.      | %        |
| -- | ------------------------ | --------- | -------- |
|    | Всего                    | 1 264 920 | 100,00 % |
| 1  | Русские                  | 1 094 029 | 86,49 %  |
| 2  | Немцы                    | 50 780    | 4,01 %   |
| 3  | Поляки                   | 36 729    | 2,90 %   |
| 4  | Финны                    | 21 006    | 1,66 %   |
| 5  | Эстонцы                  | 12 238    | 0,97 %   |
| 6  | Евреи                    | 12 037    | 0,95 %   |
| 7  | Латыши                   | 6 277     | 0,50 %   |
| 8  | Украинцы                 | 5 203     | 0,41 %   |
| 9  | Татары                   | 4 942     | 0,39 %   |
| 10 | Шведы                    | 4 623     | 0,37 %   |
| 11 | Литовцы                  | 3 763     | 0,30 %   |
| 12 | Французы                 | 3 317     | 0,26 %   |
| 13 | Белорусы                 | 2 941     | 0,23 %   |
| 14 | Англичане                | 2 410     | 0,19 %   |
| 15 | Армяне                   | 753       | 0,06 %   |
| 16 | Карелы                   | 647       | 0,05 %   |
| 17 | Итальянцы                | 496       | 0,04 %   |
| 18 | Чехи                     | 414       | 0,03 %   |
| 19 | Греки                    | 255       | 0,02 %   |
| 20 | Грузины                  | 203       | 0,02 %   |
| 21 | Норвежцы и датчане       | 198       | 0,02 %   |
| 22 | Цыгане                   | 183       | 0,01 %   |
| 23 | Мордва                   | 176       | 0,01 %   |
| 24 | Сербо-хорваты и словенцы | 155       | 0,01 %   |
|    | другие                   | 1 078     | 0,09 %   |

### 1926—2010 год
Национальный состав населения по итогам переписи населения 2010 года в сравнении с данными переписей населения 1939, 1959, 1970, 1979, 1989, 2002 годов:
|               | 1926 чел. | %        | 1939 чел. | %        | 1959 чел. | %        | 1970 чел. | %        | 1979 чел. | %        | 1989 чел. | %        | 2002 чел. | %        | % от указав- ших нацио- наль- ность | 2010 чел. | %        | % от указав- ших нацио- наль- ность |
| ------------- | --------- | -------- | --------- | -------- | --------- | -------- | --------- | -------- | --------- | -------- | --------- | -------- | --------- | -------- | ----------------------------------- | --------- | -------- | ----------------------------------- |
| всего         | 1609816   | 100,00 % | 3191304   | 100,00 % | 3321196   | 100,00 % | 3949501   | 100,00 % | 4568548   | 100,00 % | 4990749   | 100,00 % | 4661219   | 100,00 % |                                     | 4879566   | 100,00 % |                                     |
| Русские       | 1386872   | 86,15 %  | 2775979   | 86,99 %  | 2951254   | 88,86 %  | 3514296   | 88,98 %  | 4097629   | 89,69 %  | 4448884   | 89,14 %  | 3949623   | 84,73 %  | 92,00 %                             | 3908753   | 79,10 %  | 92,48 %                             |
| Украинцы      | 10781     | 0,67 %   | 54660     | 1,71 %   | 68308     | 2,06 %   | 97109     | 2,46 %   | 117412    | 2,57 %   | 150982    | 3,03 %   | 87119     | 1,87 %   | 2,03 %                              | 64446     | 1,32 %   | 1,52 %                              |
| Белорусы      | 14572     | 0,91 %   | 32353     | 1,01 %   | 47004     | 1,42 %   | 63799     | 1,62 %   | 81575     | 1,79 %   | 93564     | 1,87 %   | 54484     | 1,17 %   | 1,27 %                              | 38136     | 0,78 %   | 0,90 %                              |
| Татары        | 7321      | 0,45 %   | 31506     | 0,99 %   | 27178     | 0,82 %   | 32851     | 0,83 %   | 39403     | 0,86 %   | 43997     | 0,88 %   | 35553     | 0,76 %   | 0,83 %                              | 30857     | 0,63 %   | 0,73 %                              |
| Евреи         | 84480     | 5,25 %   | 201542    | 6,32 %   | 168641    | 5,08 %   | 162500    | 4,11 %   | 142730    | 3,12 %   | 106142    | 2,13 %   | 36570     | 0,78 %   | 0,85 %                              | 24132     | 0,49 %   | 0,57 %                              |
| Узбеки        | 103       | 0,01 %   | 238       | 0,01 %   |           |          | 1678      | 0,04 %   | 1883      | 0,04 %   | 7927      | 0,16 %   | 2987      | 0,06 %   | 0,07 %                              | 20345     | 0,42 %   | 0,48 %                              |
| Армяне        | 1664      | 0,10 %   | 4615      | 0,14 %   | 4897      | 0,15 %   | 6628      | 0,17 %   | 7995      | 0,18 %   | 12070     | 0,24 %   | 19164     | 0,41 %   | 0,45 %                              | 19971     | 0,41 %   | 0,47 %                              |
| Азербайджанцы |           |          | 385       | 0,01 %   | 855       | 0,03 %   | 1576      | 0,04 %   | 3171      | 0,07 %   | 11804     | 0,24 %   | 16613     | 0,36 %   | 0,39 %                              | 17717     | 0,36 %   | 0,42 %                              |
| Таджики       | 3         | 0,01 %   | 61        | 0,00 %   |           |          | 361       | 0,01 %   | 473       | 0,01 %   | 1917      | 0,04 %   | 2449      | 0,05 %   | 0,06 %                              | 12072     | 0,25 %   | 0,29 %                              |
| Грузины       | 588       | 0,04 %   | 1640      | 0,05 %   | 1917      | 0,06 %   | 3798      | 0,10 %   | 4363      | 0,10 %   | 7804      | 0,16 %   | 10104     | 0,22 %   | 0,24 %                              | 8274      | 0,17 %   | 0,20 %                              |
| Молдаване     | 168       | 0,01 %   | 567       | 0,02 %   | 956       | 0,03 %   | 2467      | 0,06 %   | 2882      | 0,06 %   | 5390      | 0,11 %   | 3365      | 0,07 %   | 0,08 %                              | 7200      | 0,15 %   | 0,17 %                              |
| Чуваши        | 1600      | 0,10 %   | 1778      | 0,06 %   | 1787      | 0,05 %   | 3465      | 0,09 %   | 6057      | 0,13 %   | 8994      | 0,18 %   | 6007      | 0,13 %   | 0,14 %                              | 4610      | 0,09 %   | 0,11 %                              |
| Корейцы       | 103       | 0,01 %   | 195       | 0,01 %   |           |          | 1361      | 0,03 %   | 2258      | 0,05 %   | 2962      | 0,06 %   | 3908      | 0,08 %   | 0,09 %                              | 4031      | 0,08 %   | 0,10 %                              |
| Казахи        |           |          | 390       | 0,01 %   | 654       | 0,02 %   | 1562      | 0,04 %   | 2002      | 0,04 %   | 6331      | 0,13 %   | 2830      | 0,06 %   | 0,07 %                              | 3349      | 0,07 %   | 0,08 %                              |
| Киргизы       | 37        | 0,00 %   | 49        | 0,00 %   |           |          | 306       | 0,01 %   | 453       | 0,01 %   | 2763      | 0,06 %   | 566       | 0,01 %   | 0,01 %                              | 3289      | 0,07 %   | 0,08 %                              |
| Осетины       | 277       | 0,02 %   | 955       | 0,03 %   | 917       | 0,03 %   | 1186      | 0,03 %   | 1741      | 0,04 %   | 2584      | 0,05 %   | 2836      | 0,06 %   | 0,07 %                              | 3233      | 0,07 %   | 0,08 %                              |
| Немцы         | 16916     | 1,05 %   | 10104     | 0,32 %   | 2052      | 0,06 %   | 3249      | 0,08 %   | 2802      | 0,06 %   | 3570      | 0,07 %   | 3868      | 0,08 %   | 0,09 %                              | 2849      | 0,06 %   | 0,07 %                              |
| Лезгины       | 44        | 0,01 %   | 62        | 0,00 %   |           |          | 194       | 0,00 %   | 441       | 0,01 %   | 1448      | 0,03 %   | 1805      | 0,04 %   | 0,04 %                              | 2814      | 0,06 %   | 0,07 %                              |
| Башкиры       | 92        | 0,01 %   | 716       | 0,02 %   | 617       | 0,02 %   | 914       | 0,02 %   | 1749      | 0,04 %   | 3014      | 0,06 %   | 2453      | 0,05 %   | 0,06 %                              | 2706      | 0,06 %   | 0,06 %                              |
| Поляки        | 34027     | 2,11 %   | 20605     | 0,65 %   | 11662     | 0,35 %   | 10948     | 0,28 %   | 9607      | 0,21 %   | 7955      | 0,16 %   | 4451      | 0,10 %   | 0,10 %                              | 2647      | 0,05 %   | 0,06 %                              |
| Финны         | 3940      | 0,24 %   | 7923      | 0,25 %   | 3150      | 0,09 %   | 4376      | 0,11 %   | 5719      | 0,13 %   | 5469      | 0,11 %   | 3980      | 0,09 %   | 0,09 %                              | 2559      | 0,05 %   | 0,06 %                              |
| Мордва        | 313       | 0,02 %   | 3812      | 0,12 %   | 1857      | 0,06 %   | 2216      | 0,06 %   | 3765      | 0,08 %   | 5175      | 0,10 %   | 3369      | 0,07 %   | 0,08 %                              | 2337      | 0,05 %   | 0,06 %                              |
| Аварцы        | 1         | 0,01 %   |           |          |           |          | 186       | 0,00 %   | 368       | 0,01 %   | 1205      | 0,02 %   | 1516      | 0,03 %   | 0,04 %                              | 1971      | 0,04 %   | 0,05 %                              |
| Китайцы       | 306       | 0,01 %   | 310       | 0,01 %   |           |          | 1451      | 0,04 %   | 66        | 0,00 %   | 93        | 0,00 %   | 1064      | 0,02 %   | 0,02 %                              | 1578      | 0,03 %   | 0,04 %                              |
| Эстонцы       | 15847     | 0,98 %   | 15161     | 0,48 %   | 7350      | 0,22 %   | 6804      | 0,17 %   | 6237      | 0,14 %   | 5001      | 0,10 %   | 2266      | 0,05 %   | 0,05 %                              | 1534      | 0,03 %   | 0,04 %                              |
| Чеченцы       | 14        | 0,01 %   | 40        | 0,00 %   |           |          | 209       | 0,01 %   | 384       | 0,01 %   | 1173      | 0,02 %   | 1685      | 0,04 %   | 0,04 %                              | 1482      | 0,03 %   | 0,04 %                              |
| Туркмены      | 8         | 0,00 %   | 54        | 0,00 %   |           |          | 603       | 0,02 %   | 327       | 0,01 %   | 1360      | 0,03 %   | 793       | 0,02 %   | 0,02 %                              | 1469      | 0,03 %   | 0,04 %                              |
| Карелы        | 494       | 0,03 %   | 2534      | 0,08 %   | 1972      | 0,06 %   | 2407      | 0,06 %   | 3194      | 0,07 %   | 3607      | 0,07 %   | 2142      | 0,05 %   | 0,05 %                              | 1396      | 0,03 %   | 0,03 %                              |
| Литовцы       | 5886      | 0,37 %   | 4721      | 0,15 %   | 2660      | 0,08 %   | 3262      | 0,08 %   | 2607      | 0,06 %   | 3314      | 0,07 %   | 1637      | 0,04 %   | 0,04 %                              | 1294      | 0,03 %   | 0,03 %                              |
| Латыши        | 12046     | 0,75 %   | 9554      | 0,30 %   | 4564      | 0,14 %   | 4346      | 0,11 %   | 3971      | 0,09 %   | 3400      | 0,07 %   | 1705      | 0,04 %   | 0,04 %                              | 1291      | 0,03 %   | 0,03 %                              |
| Буряты        | 66        | 0,01 %   | 139       | 0,00 %   |           |          | 272       | 0,01 %   | 627       | 0,01 %   | 1043      | 0,02 %   | 1152      | 0,02 %   | 0,03 %                              | 1287      | 0,03 %   | 0,03 %                              |
| Калмыки       | 28        | 0,00 %   | 40        | 0,00 %   |           |          | 107       | 0,00 %   | 269       | 0,01 %   | 442       | 0,01 %   | 551       | 0,01 %   | 0,01 %                              | 1283      | 0,03 %   | 0,03 %                              |
| Кабардинцы    | 12        | 0,00 %   | 60        | 0,00 %   |           |          | 200       | 0,01 %   | 342       | 0,01 %   | 727       | 0,01 %   | 507       | 0,01 %   | 0,01 %                              | 1181      | 0,02 %   | 0,03 %                              |
| Греки         | 374       | 0,02 %   | 558       | 0,02 %   |           |          | 782       | 0,02 %   | 1065      | 0,02 %   | 1590      | 0,03 %   | 1448      | 0,03 %   | 0,03 %                              | 1154      | 0,02 %   | 0,03 %                              |
| Удмурты       |           |          | 333       | 0,01 %   |           |          | 627       | 0,02 %   | 1155      | 0,03 %   | 2162      | 0,04 %   | 1265      | 0,03 %   | 0,03 %                              | 1076      | 0,02 %   | 0,02 %                              |
| Коми          | 1069      | 0,03 %   | 1007      | 0,03 %   | 1153      | 0,03 %   | 1506      | 0,04 %   | 1650      | 0,04 %   | 2208      | 0,04 %   | 1455      | 0,03 %   | 0,03 %                              | 1072      | 0,02 %   | 0,03 %                              |
| Марийцы       | 71        | 0,01 %   | 255       | 0,01 %   |           |          | 661       | 0,02 %   | 1138      | 0,02 %   | 1847      | 0,04 %   | 1288      | 0,03 %   | 0,03 %                              | 1022      | 0,02 %   | 0,02 %                              |
| Турки         | 29        | 0,00 %   | 57        | 0,00 %   |           |          | 29        | 0,00 %   | 39        | 0,00 %   | 150       | 0,00 %   | 451       | 0,01 %   | 0,01 %                              | 999       | 0,02 %   | 0,02 %                              |
| Кумыки        | 2         | 0,00 %   | 25        | 0,00 %   |           |          | 71        | 0,00 %   | 175       | 0,00 %   | 444       | 0,01 %   | 499       | 0,01 %   | 0,03 %                              | 947       | 0,02 %   | 0,02 %                              |
| Даргинцы      |           |          | 11        | 0,00 %   |           |          | 131       | 0,00 %   | 172       | 0,00 %   | 611       | 0,01 %   | 729       | 0,02 %   | 0,02 %                              | 946       | 0,02 %   | 0,02 %                              |
| Ингуши        | 11        | 0,00 %   | 17        | 0,00 %   |           |          | 80        | 0,00 %   | 109       | 0,00 %   | 304       | 0,01 %   | 670       | 0,01 %   | 0,01 %                              | 930       | 0,02 %   | 0,02 %                              |
| Арабы         | 4         | 0,00 %   | 7         | 0,00 %   |           |          | 404       | 0,01 %   | 184       | 0,00 %   | 526       | 0,01 %   | 1115      | 0,02 %   | 0,03 %                              | 929       | 0,02 %   | 0,02 %                              |
| Цыгане        | 262       | 0,02 %   | 910       | 0,03 %   |           |          | 704       | 0,02 %   | 1471      | 0,03 %   | 1804      | 0,04 %   | 1278      | 0,03 %   | 0,03 %                              | 890       | 0,02 %   | 0,02 %                              |
| Болгары       | 75        | 0,01 %   | 211       | 0,01 %   |           |          | 1029      | 0,03 %   | 731       | 0,02 %   | 1062      | 0,02 %   | 938       | 0,02 %   | 0,02 %                              | 843       | 0,02 %   | 0,02 %                              |
| Абхазы        | 7         | 0,00 %   | 51        | 0,00 %   |           |          | 165       | 0,00 %   | 363       | 0,00 %   | 632       | 0,01 %   | 864       | 0,02 %   | 0,02 %                              | 783       | 0,02 %   | 0,02 %                              |
| Якуты         | 20        | 0,00 %   | 70        | 0,00 %   |           |          | 214       | 0,01 %   | 787       | 0,02 %   | 862       | 0,02 %   | 847       | 0,02 %   | 0,02 %                              | 701       | 0,01 %   | 0,02 %                              |
| другие        | 2913      | 0,07 %   | 4332      | 0,14 %   | 9781      | 0,29 %   | 6411      | 0,16 %   | 4981      | 0,11 %   | 10592     | 0,21 %   | 11254     | 0,24 %   | 0,26 %                              | 12354     | 0,25 %   | 0,29 %                              |
| указали       | 1609816   | 100,00 % | 3190592   | 99,98 %  | 3321186   | 100,00 % |           |          | 4568522   | 100,00 % | 4986905   | 99,92 %  | 4293223   | 92,11 %  | 100,00 %                            | 4226739   | 86,62 %  | 100,00 %                            |
| не указали    |           |          | 712       | 0,02 %   | 10        | 0,00 %   |           |          | 26        | 0,00 %   | 3844      | 0,08 %   | 367996    | 7,89 %   |                                     | 652827    | 13,38 %  |                                     |

### 2010 год
По Всероссийской переписи населения 2010 года в Санкт-Петербурге проживают представители более 200 национальностей и народностей: русские — 3 миллиона 909 тысяч человек (92,5 % от всего населения, указавшего свою национальность), украинцы — 62 тысячи человек (1,42 %), белорусы — 38 тысяч человек (0,9 %), татары — 31 тысяча человек (0,73 %), евреи — 24 тысячи человек (0,57 %), узбеки — 20,3 тысячи человек (0,48 %), армяне — 20 тысяч человек (0,47 %), азербайджанцы — 17,7 тысячи человек (0,36 %), таджики — 12,1 тысячи человек (0,29 %), грузины — 8,3 тысячи человек (0,2 %), молдаване — 7,2 тысячи человек (0,17 %), казахи — 3,4 тысячи человек (0,08 %), финны — 2,6 тысячи человек (0,06 %). 31,7 % от населения города старше 15 лет имеют высшее или неоконченное высшее образование, 26,7 % — среднее специальное образование, 13,8 % — среднее общее образование, 2287 человек (0,06 %) — неграмотные.

### 2020 год
По итогам переписи населения 2020 года проживали следующие национальности (национальности менее 0,1 % и другое см. в сноске к строке «Другие»):
| Национальность | Численность, чел. | Доля     |
| -------------- | ----------------- | -------- |
| Русские        | 4 275 058         | 76,31 %  |
| Украинцы       | 29 353            | 0,52 %   |
| Татары         | 20 286            | 0,36 %   |
| Азербайджанцы  | 16 406            | 0,29 %   |
| Белорусы       | 15 545            | 0,28 %   |
| Армяне         | 14 737            | 0,26 %   |
| Узбеки         | 12 181            | 0,22 %   |
| Таджики        | 9573              | 0,17 %   |
| Евреи          | 9205              | 0,16 %   |
| Грузины        | 6459              | 0,12 %   |
| Другие         | 1 193 108         | 21,31 %  |
| Итого          | 5 601 911         | 100,00 % |

## Языки
Родные языки населения по данным переписи 2020—2021 годов (языки, которые родными указали 0,1 % или более от количества указавших родной язык):
| Родной язык                 | Человек   | Доля от указавших родной язык | Доля от всего населения |
| --------------------------- | --------- | ----------------------------- | ----------------------- |
| Русский                     | 4 520 052 | 97,69 %                       | 80,69 %                 |
| Украинский                  | 11 888    | 0,26 %                        | 0,21 %                  |
| Азербайджанский             | 11 839    | 0,26 %                        | 0,21 %                  |
| Узбекский                   | 9627      | 0,21 %                        | 0,17 %                  |
| Армянский                   | 8730      | 0,19 %                        | 0,16 %                  |
| Таджикский                  | 7859      | 0,17 %                        | 0,14 %                  |
| Татарский                   | 7531      | 0,16 %                        | 0,13 %                  |
| Другие языки                | 49 345    | 1,06 %                        | 0,88 %                  |
| Всего указавших родной язык | 4 626 871 | 100,00 %                      | 82,59 %                 |
| Не указавших родной язык    | 975 040   | —                             | 17,41 %                 |
| Итого                       | 5 601 911 | —                             | 100,00 %                |

## Медаль «Родившемуся в Ленинграде»
В начале 1960-х годов Ленинград стал первым городом Советского Союза, где родилась традиция вручать памятные медали новорождённым.
Свидетельство о рождении было синего или розового цветов, по полу ребёнка. На медали гравировалось имя, фамилия и дата рождения.
Позже по примеру Ленинграда, подобные медали ввели во многих городах СССР: Мурманске, Минске, Алма-Ате, Брянске, Кургане.
Последнюю медаль в Ленинграде выдали в 1991 году.
В конце 2006 года Санкт-Петербург снова стал первым городом Российской Федерации, где каждый младенец за счёт бюджета получает памятную медаль.

Родившемуся в Петербурге теперь положена памятная медаль за счёт бюджета.
…В разных городах на медалях рисовали разные вещи. Например, в Минске — здание горкома партии, в Кургане — изображение матери и младенца. В 1980 году в Москве выдавали награды детям, родившимся в год Олимпиады, — с олимпийской символикой. В городе Ленина рисунок мог быть только одним — памятник Ленина у Смольного. На медали он кажется величественным и монументальным…
…Детям XXI века повезло. В конце прошлого года было решено, что добрую традицию бесплатной раздачи медалей всем родившемся на берегах Невы надо возродить. Из городского бюджета выделили 5 миллионов рублей — на первые 20 тысяч медалей. Их теперь изготавливают из меди для девочек (золотые) и мельхиора для мальчиков (серебряные). На лицевой стороне изображена женщина, кормящая младенца, на обратной — герб Петербурга, есть и место для гравировки имени новорождённого. Печатают медали на Петербургском монетном дворе.
— Санкт-Петербургские Ведомости 21.03.2007  Александра Волконская
Согласно Постановлению Правительства Санкт-Петербурга от 05.10.2009 N 1092 «О наборе „Родившемуся в Санкт-Петербурге“» , медаль имеет диаметр 42 мм, толщина по краю 4 мм, вес медали для мальчиков 42,1 г (цвет: серебристый, материал: мельхиор), вес медали для девочек 41,6 г (цвет: золотистый, материал: томпак).

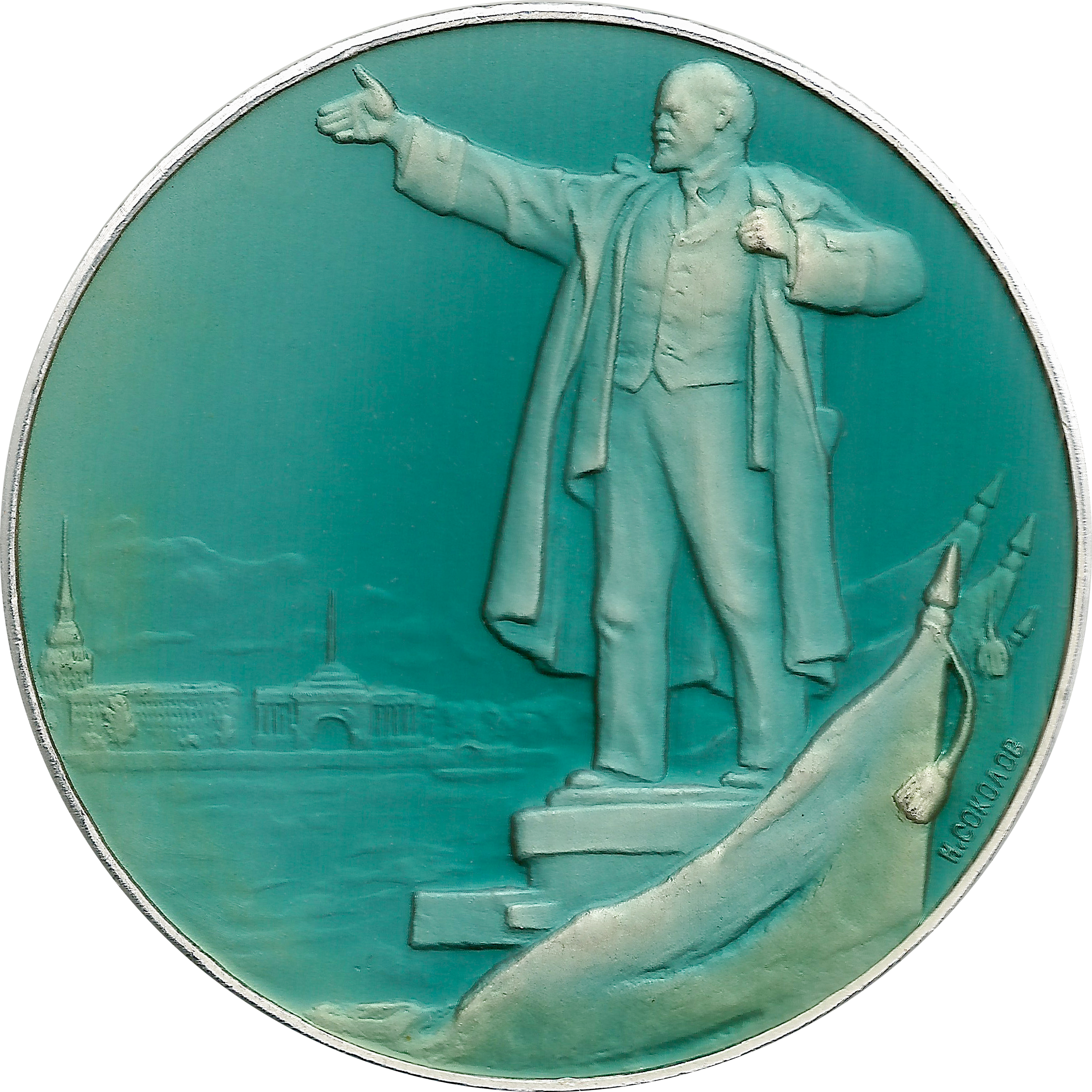
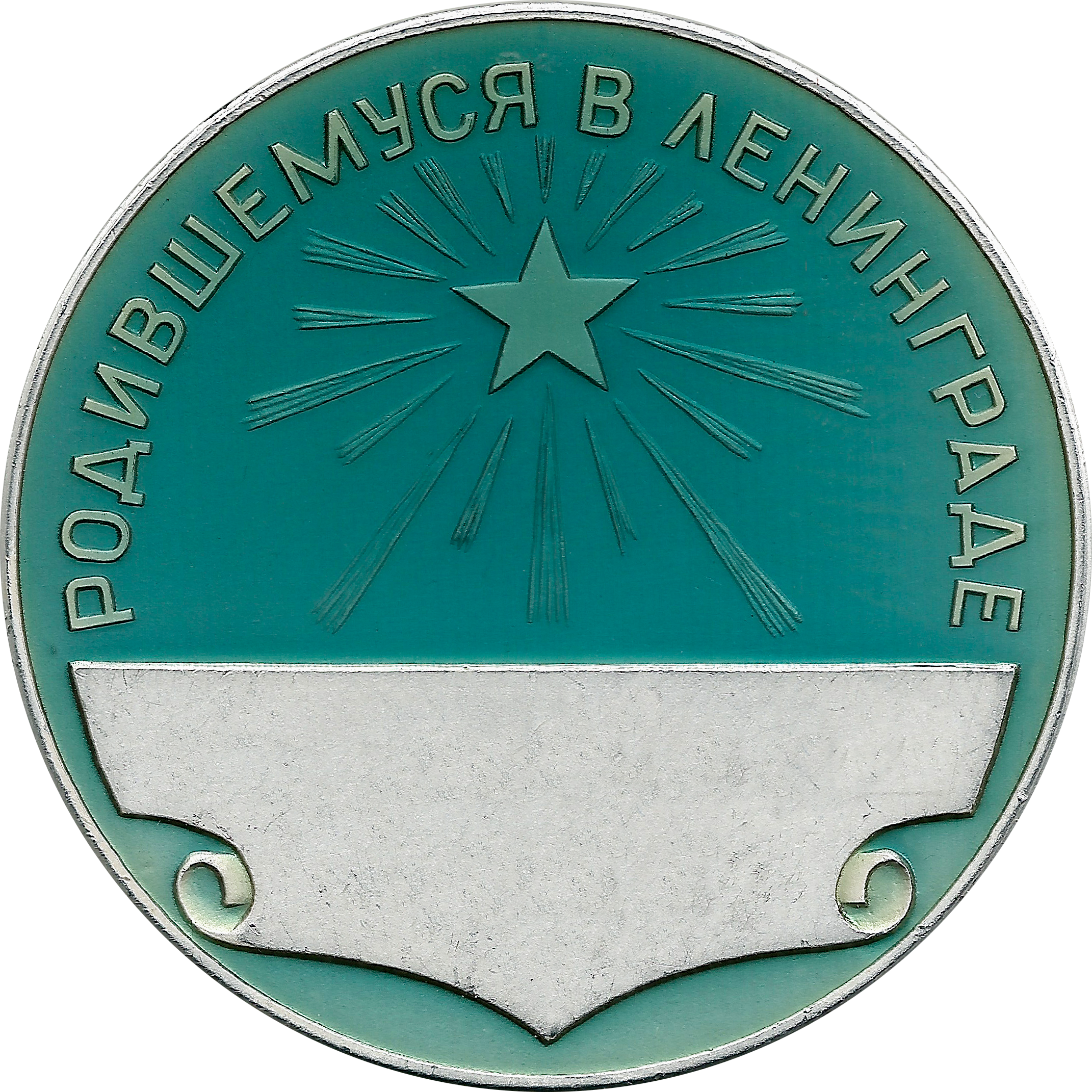
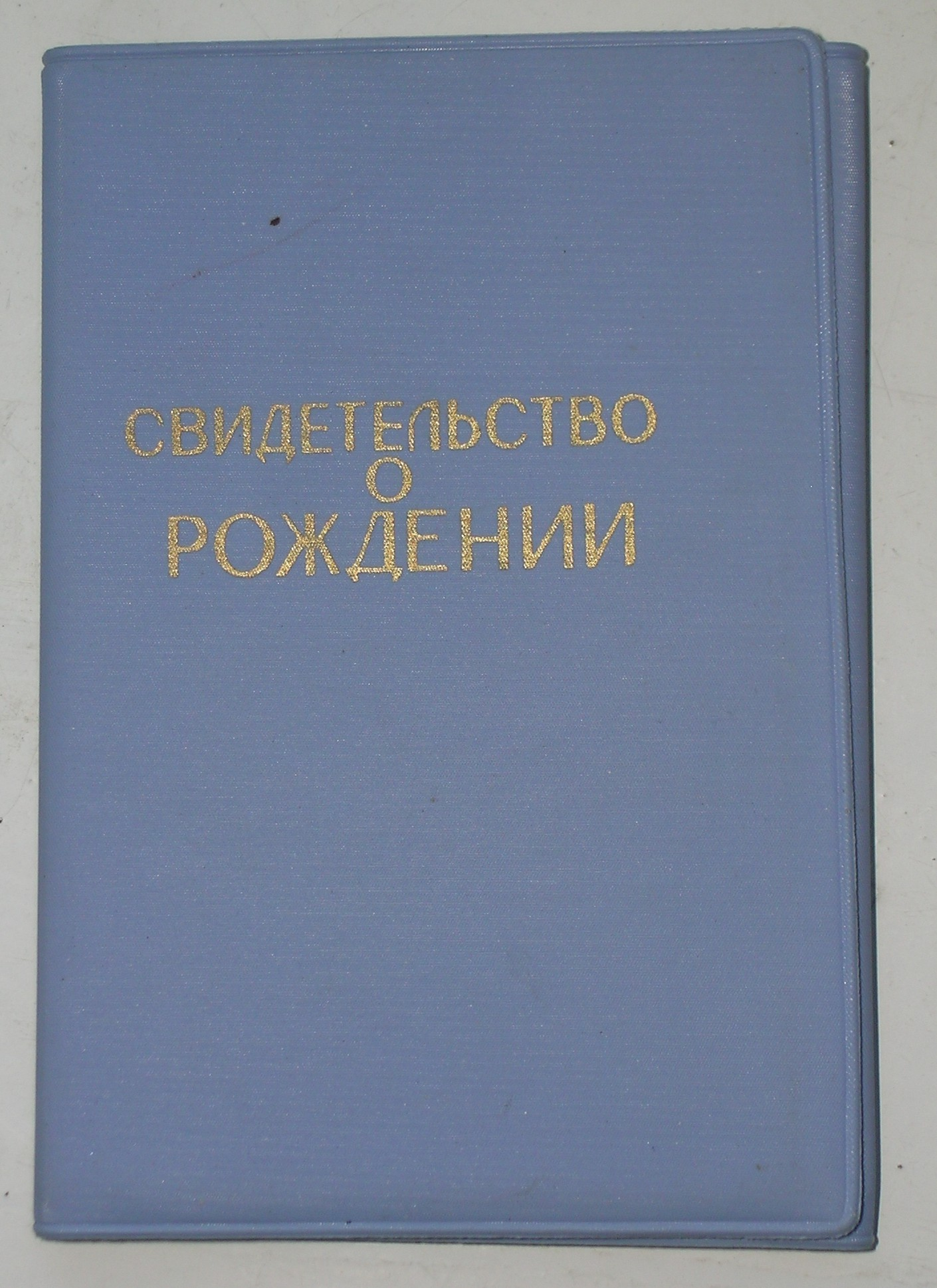